# Biserica Adormirea Maicii Domnului din Arpașu de Sus

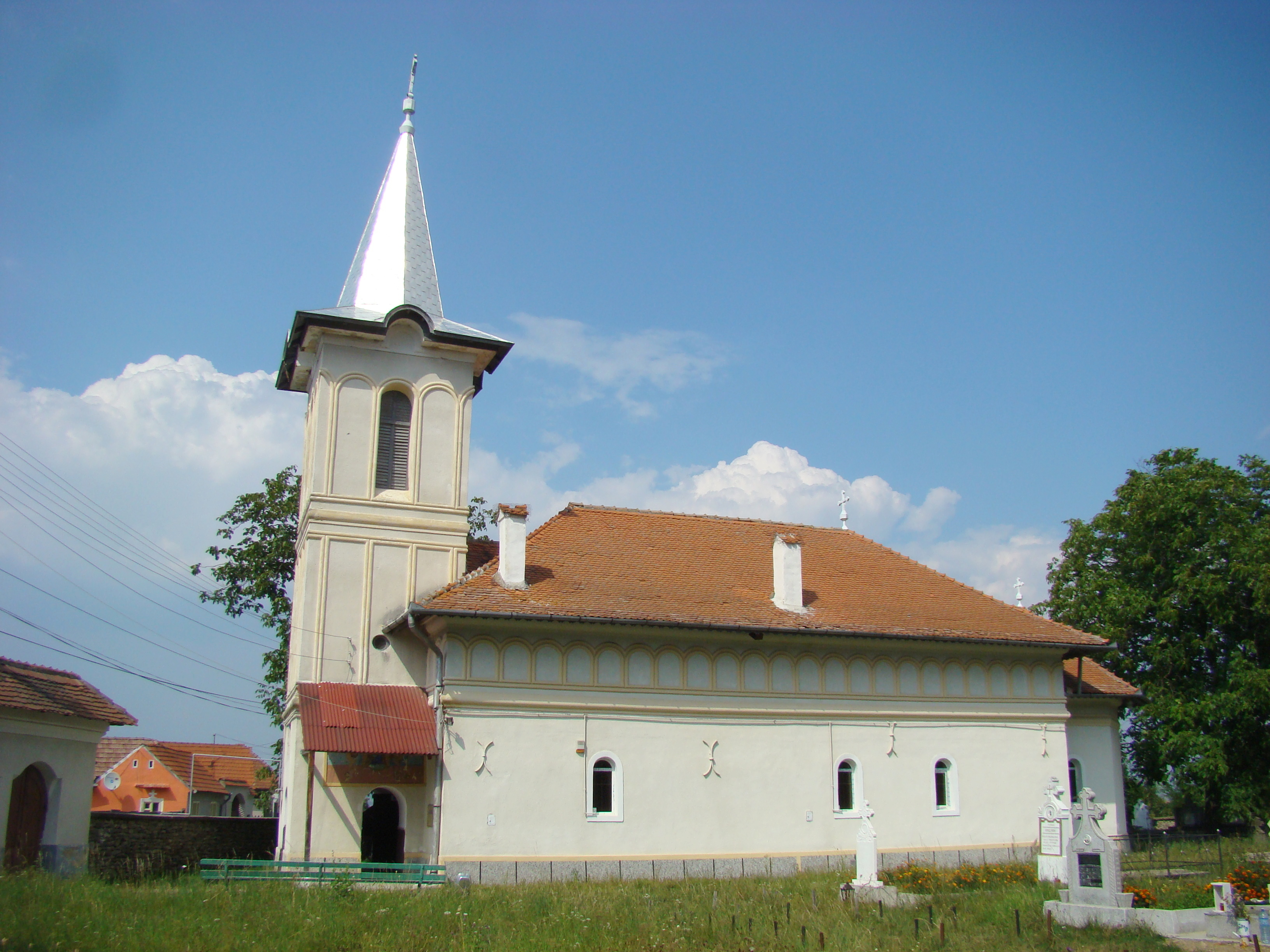
Biserica „Adormirea Maicii Domnului” din Arpașu de Sus, comuna Arpașu de Jos, județul Sibiu, foto: august 2013.

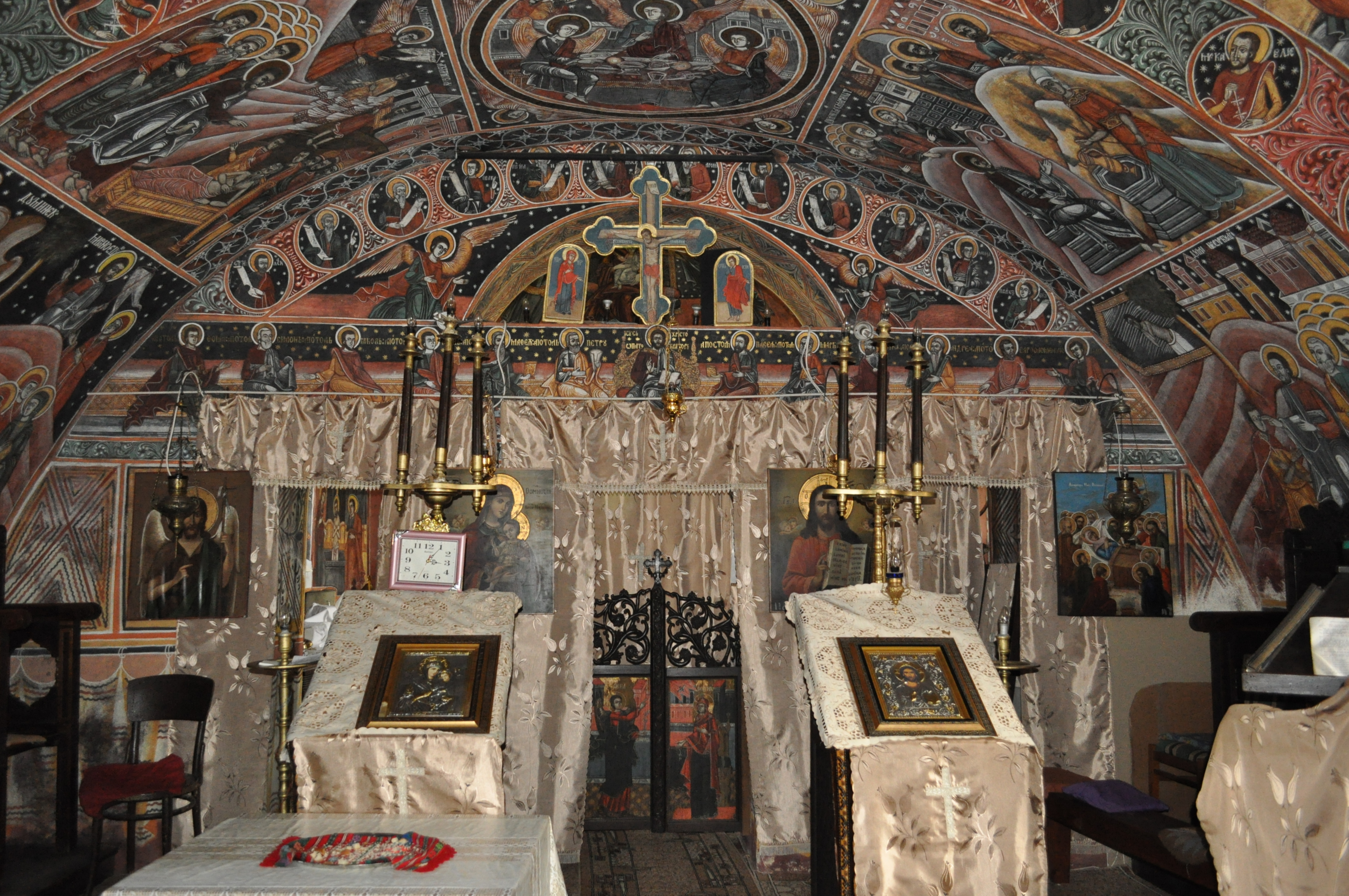
Biserica „Adormirea Maicii Domnului” din Arpașu de Sus, comuna Arpașu de Jos, județul Sibiu, foto: august 2013.

Biserica „Adormirea Maicii Domnului” din Arpașu de Sus, comuna Arpașu de Jos, județul Sibiu, a fost construită în anul 1799. Biserica se află pe noua listă a monumentelor istorice sub codul LMI: cod LMI SB-II-m-A-12315.   

## Istoric
Biserica a fost ridicată pe cheltuiala satului, între 1799-1809, de sașii Martin și Michael din Avrig. Picturile murale au fost lucrate timp de 12 ani, până în 1815, de Nicolae Grecu (fiul). Are plan dreptunghiular alungit, cu absidă poligonală, acoperită cu o boltă semicilindrică. Naosul are o cupolă pe pandantivi și arce, iar pronaosul este boltit în leagăn. Turnul clopotniță are la parter o boltă a vela. Acoperișul este învelit cu țiglă, iar cornișa de sub el se prelungește și pe turn. În anii 1943-1944 exteriorul a suferit multe transformări, arhitectura originară tradițională fiind modificată.
Cupola naosului este înaltă de 7 m, iar arcele de sprijin au 3,8 m deschidere. În pictura acesteia predomină galbenul și verdele. În centrul cupolei este reprezentat Pantocratorul, înconjurat de capete de serafimi. Urmează un șir de prooroci dispuși în medalioane, apoi apostolii, iar la baza cupolei un șir de arhierei. Pe pandantivi sunt reprezentați cei patru evangheliști, fără simbolurile lor tradiționale. Arcele de sub boltă au medalioane cu mucenici, despărțite de frunze verzi și roșii. 
Pe ușile centrale ale iconostasului - care au aceeași vechime cu pictura bisericii - este reprezentată „Buna Vestire”, pictată probabil tot de Nicolae Grecu.
Pictura a fost restaurată între anii 1996-1999, pe cheltuiala enoriașilor.

## Imagini din exterior

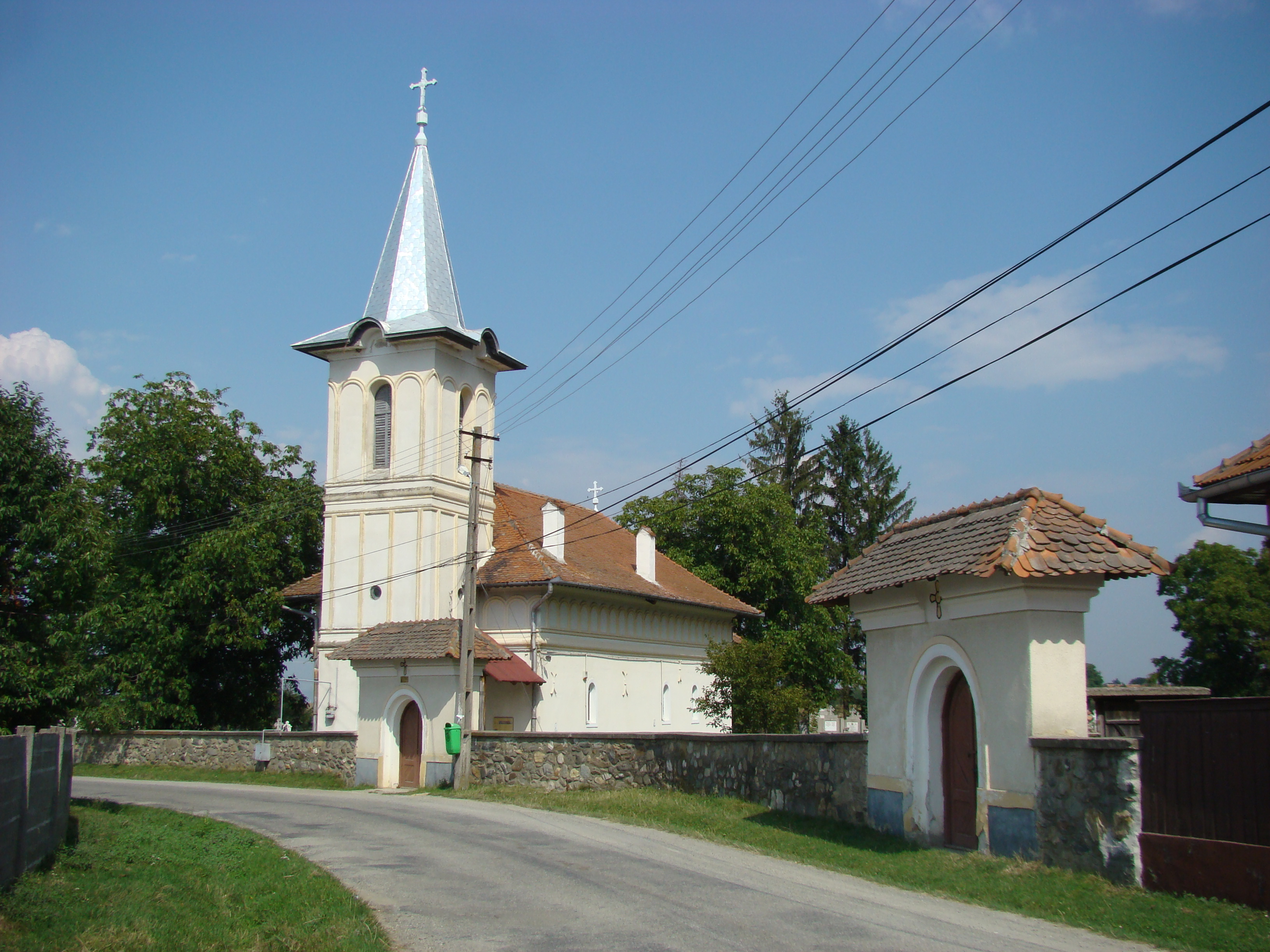
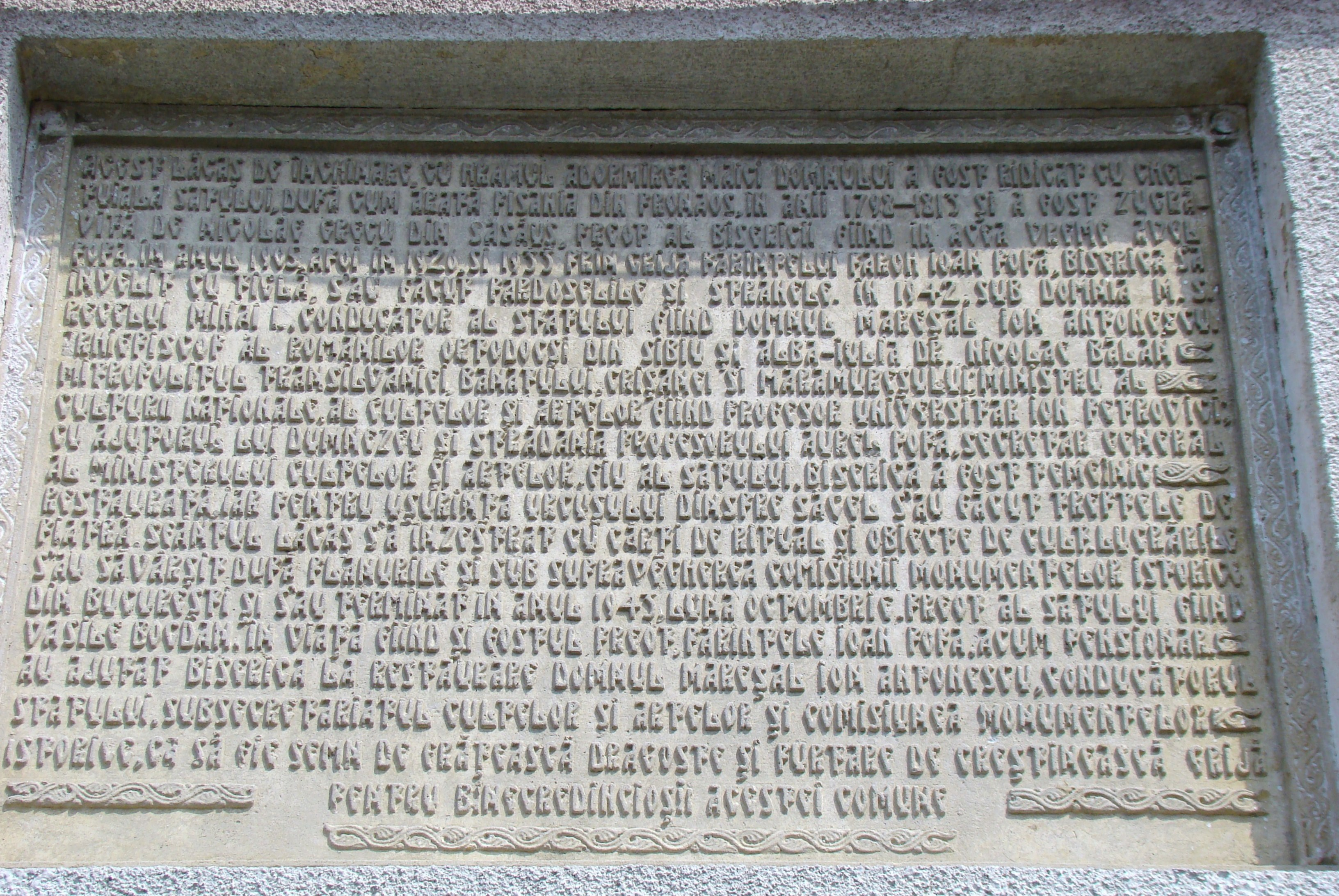
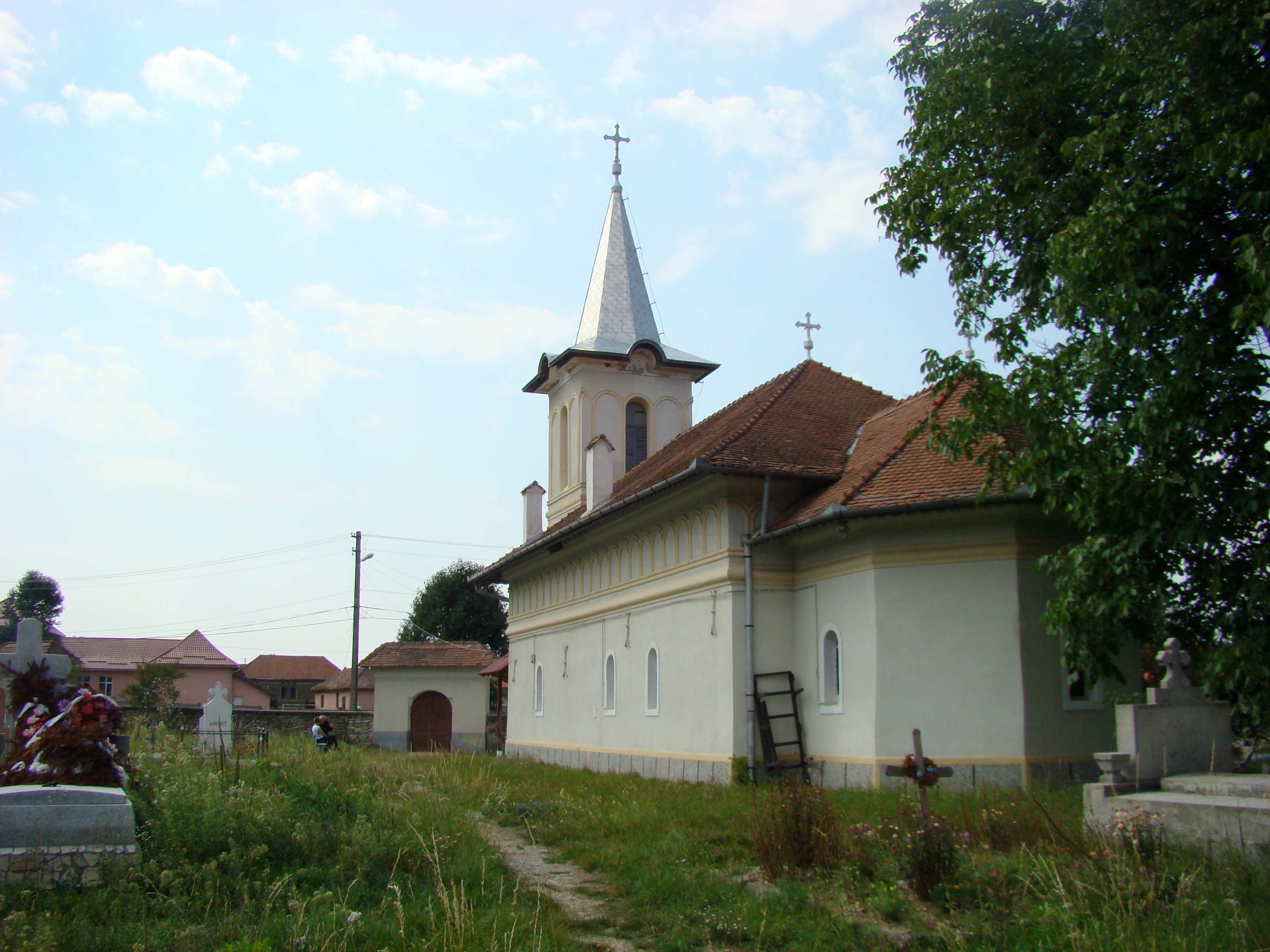
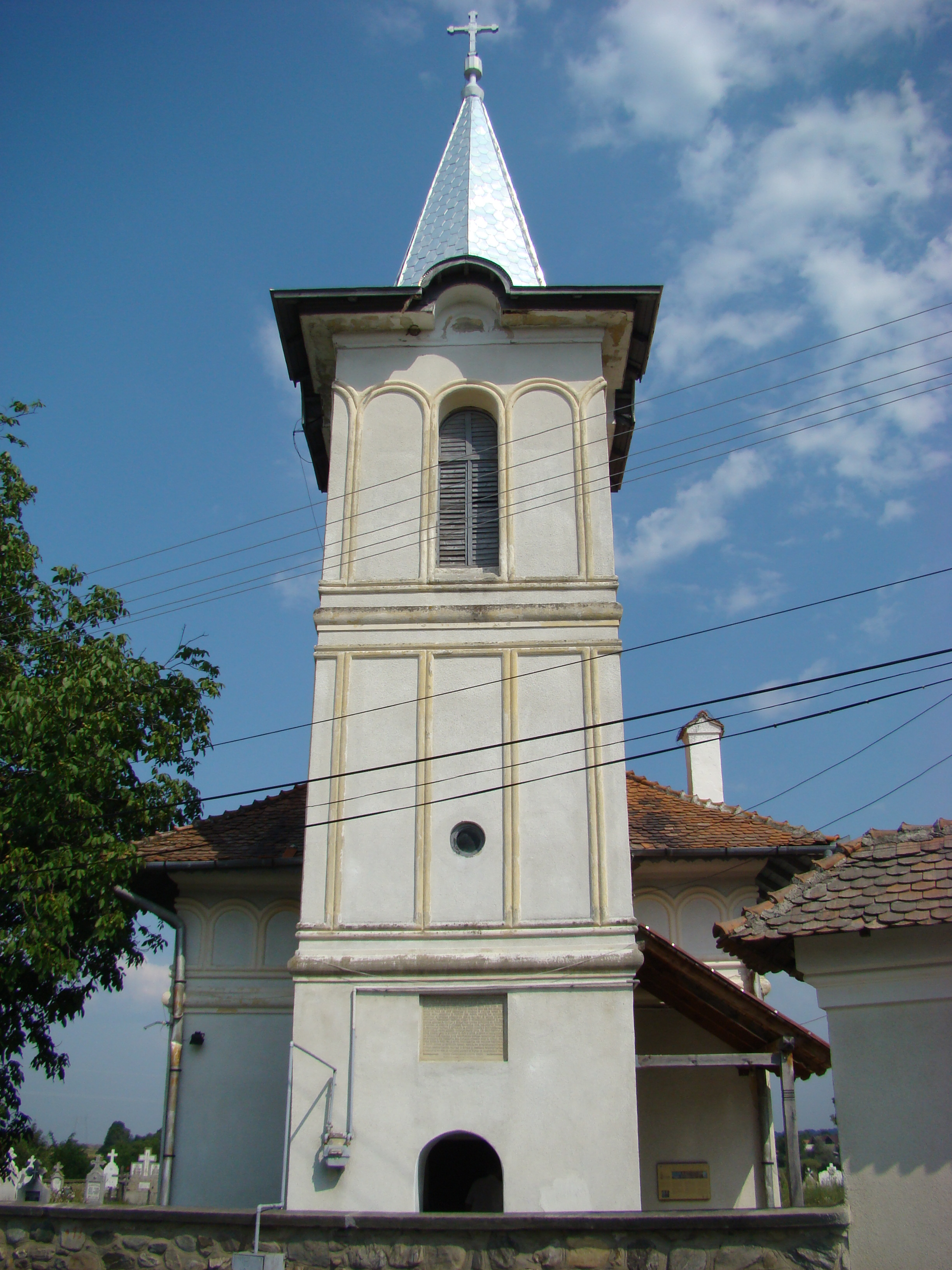
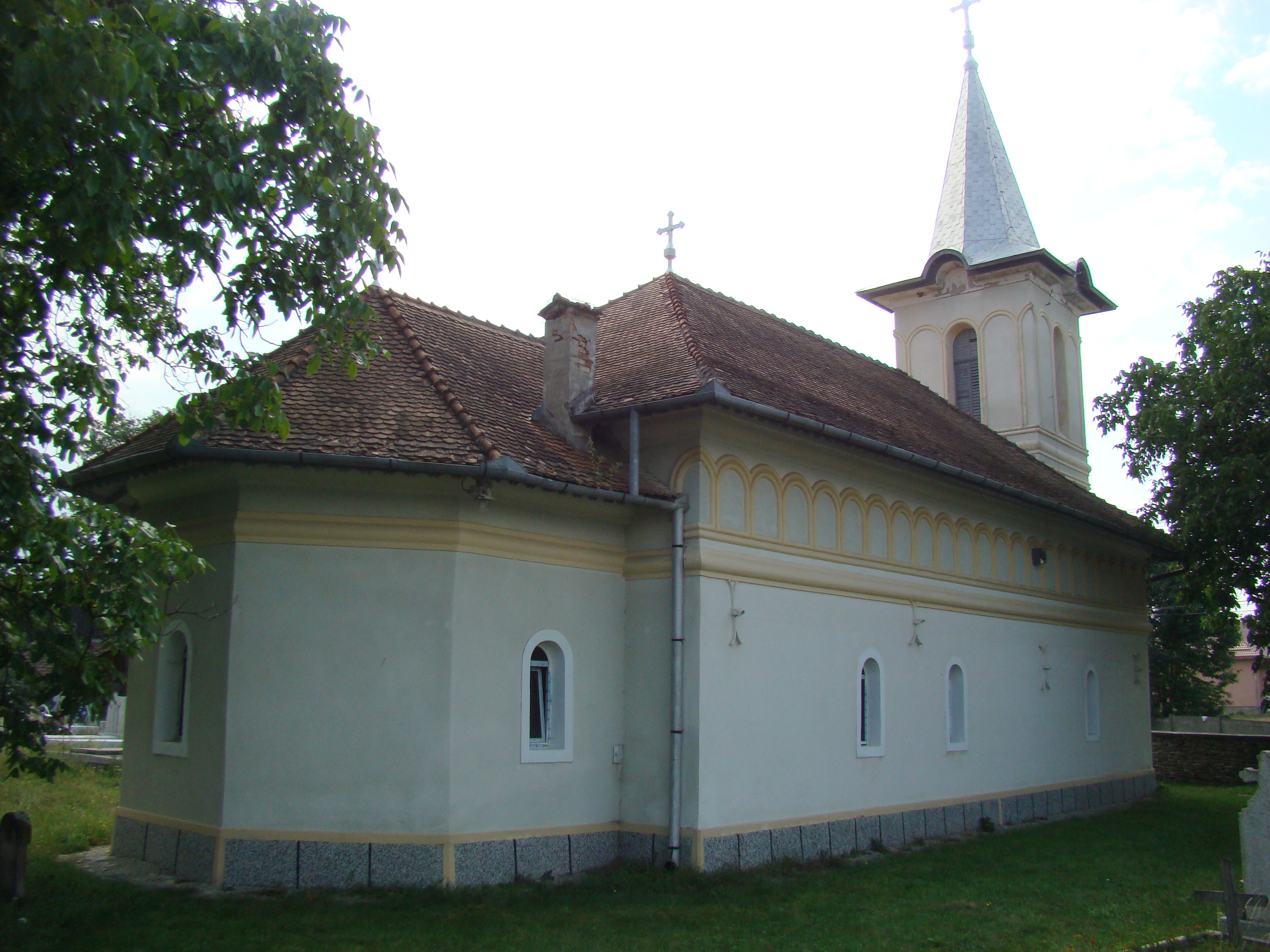
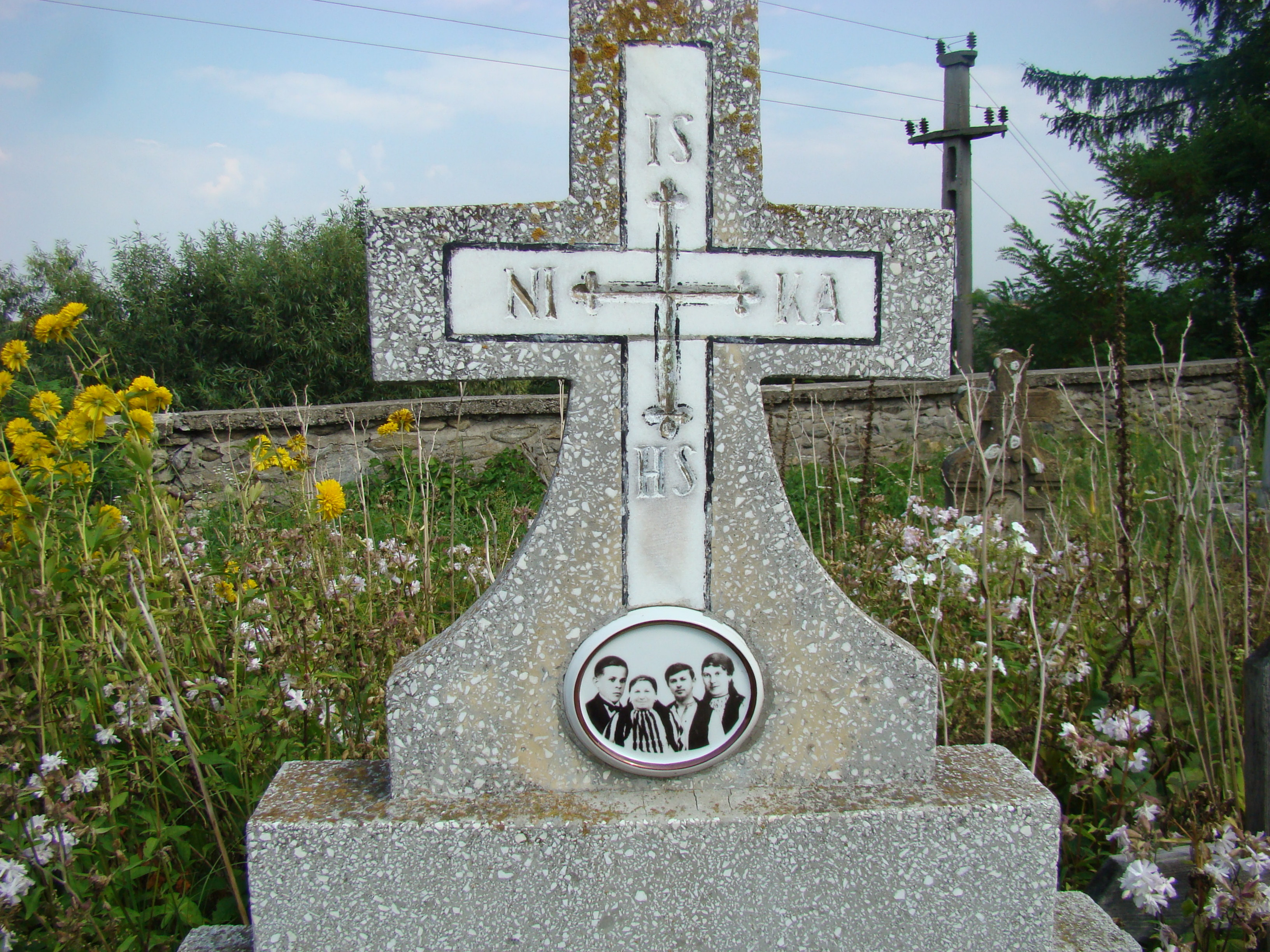
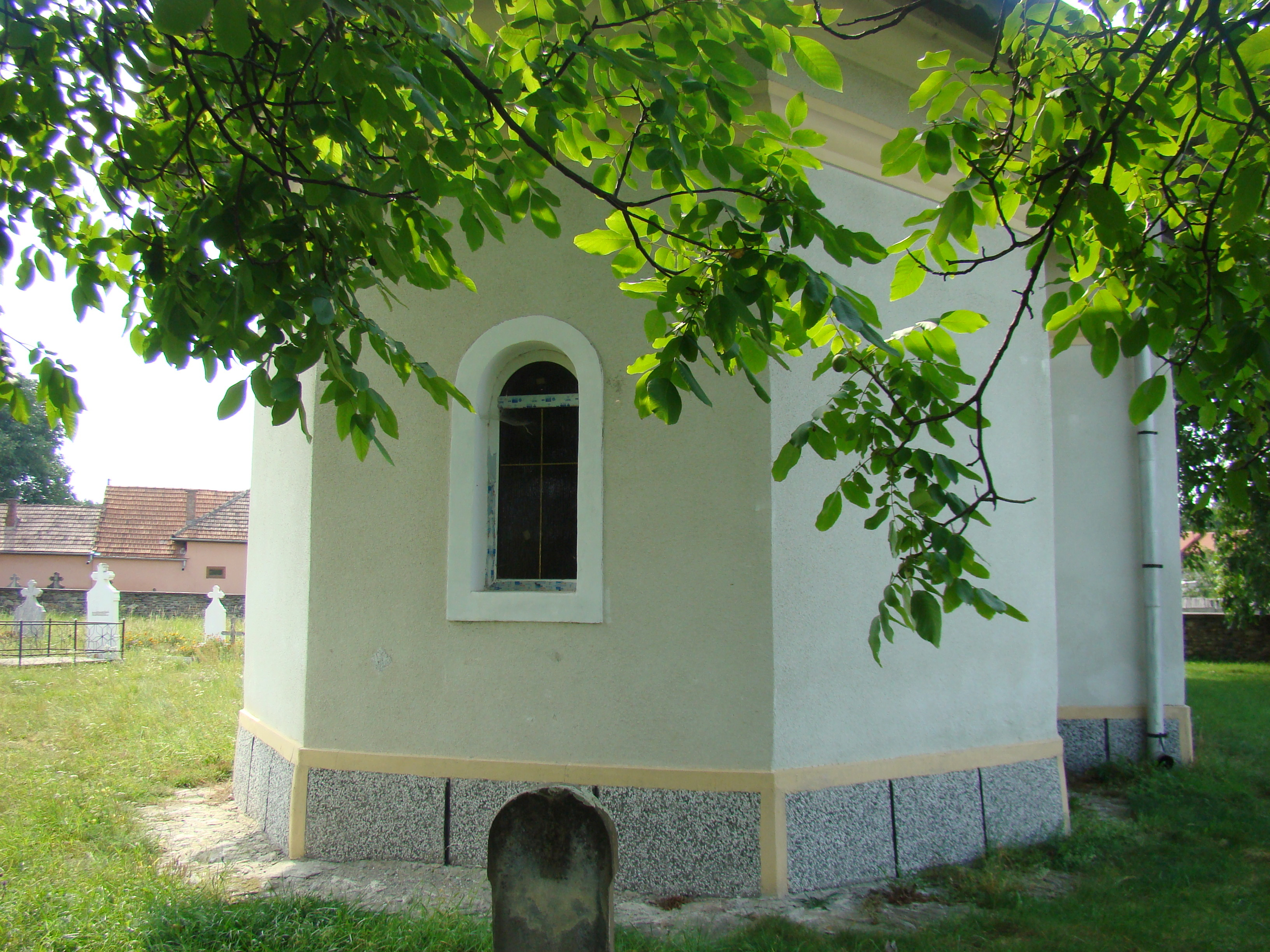
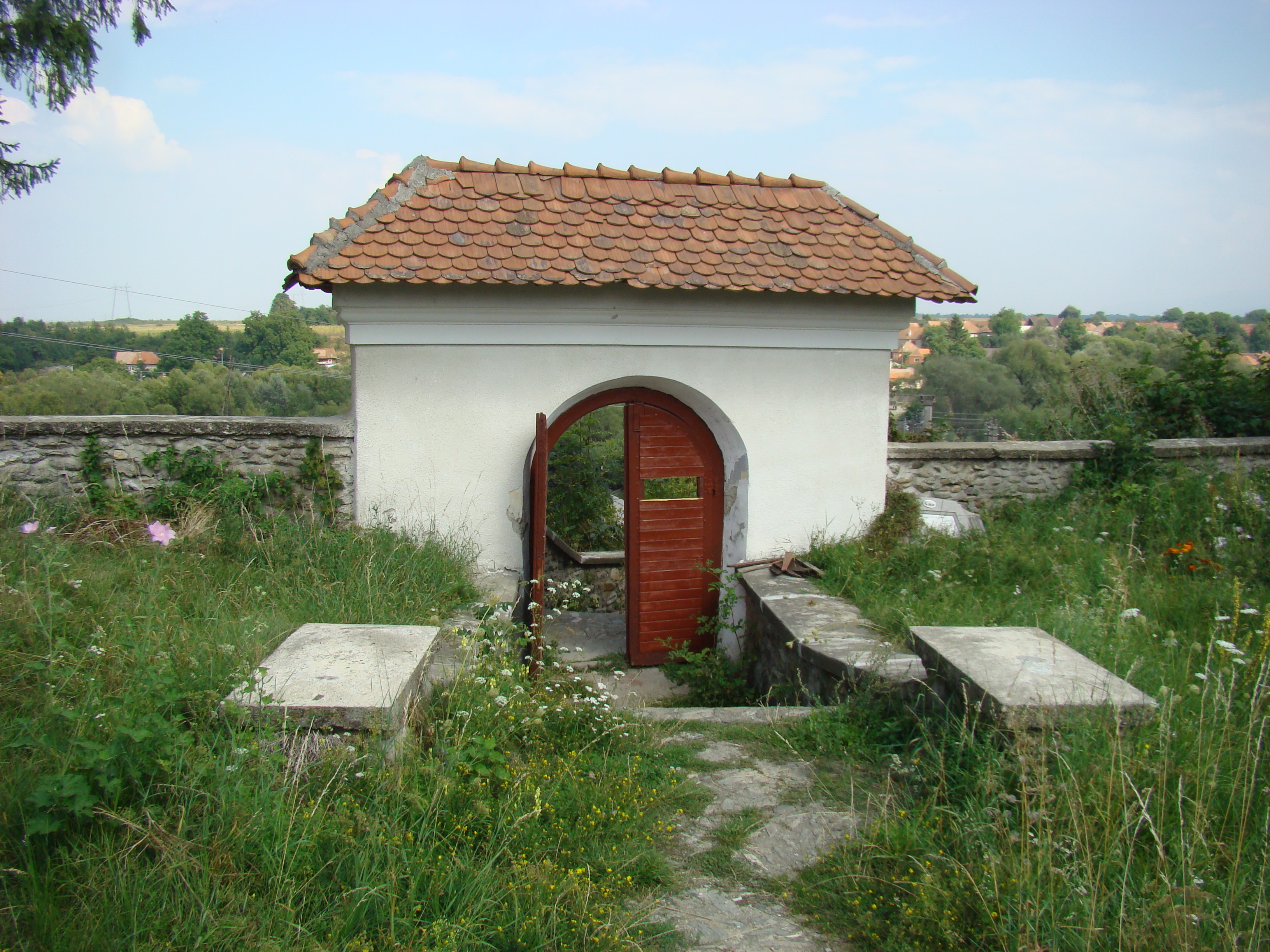
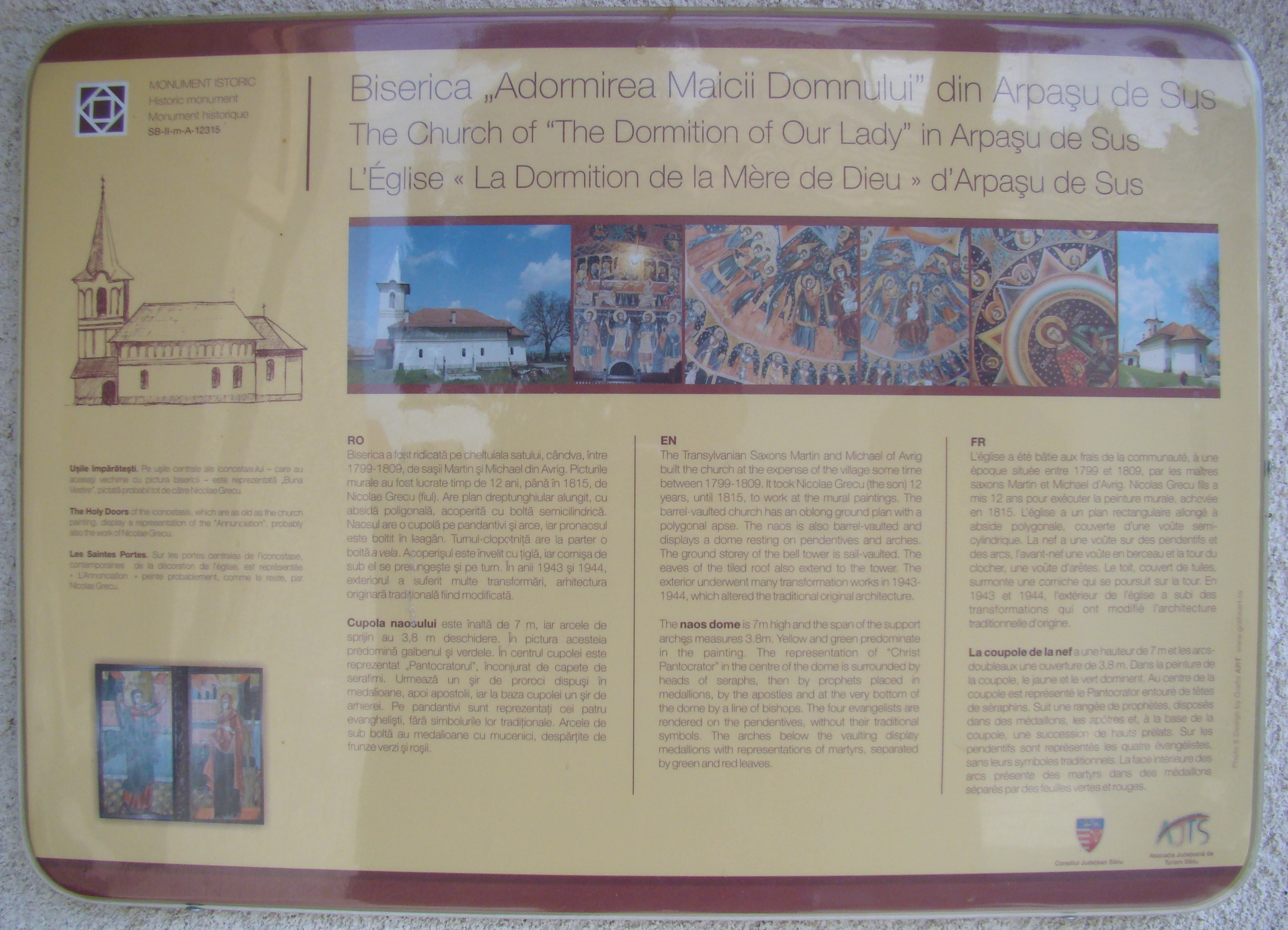
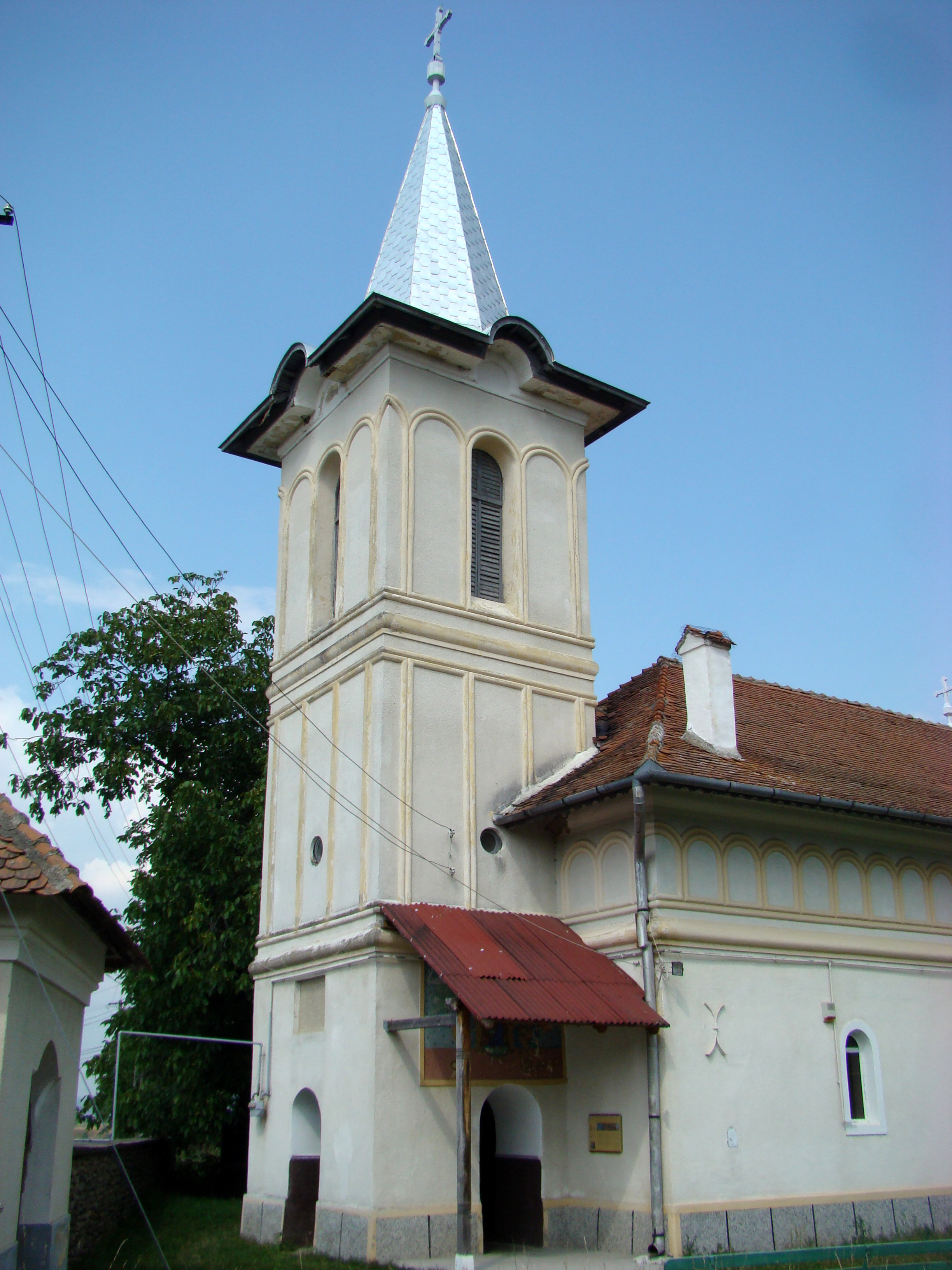
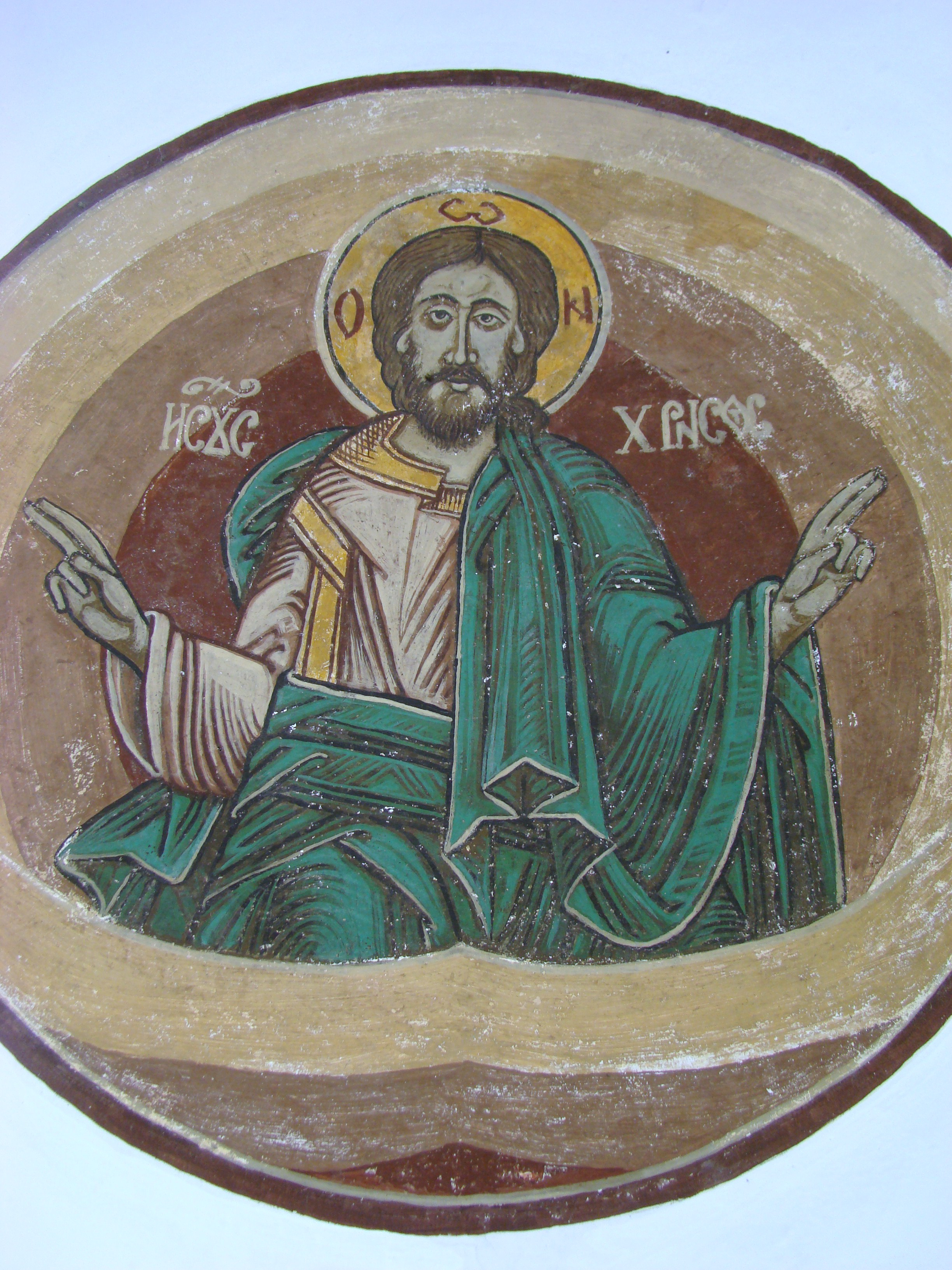
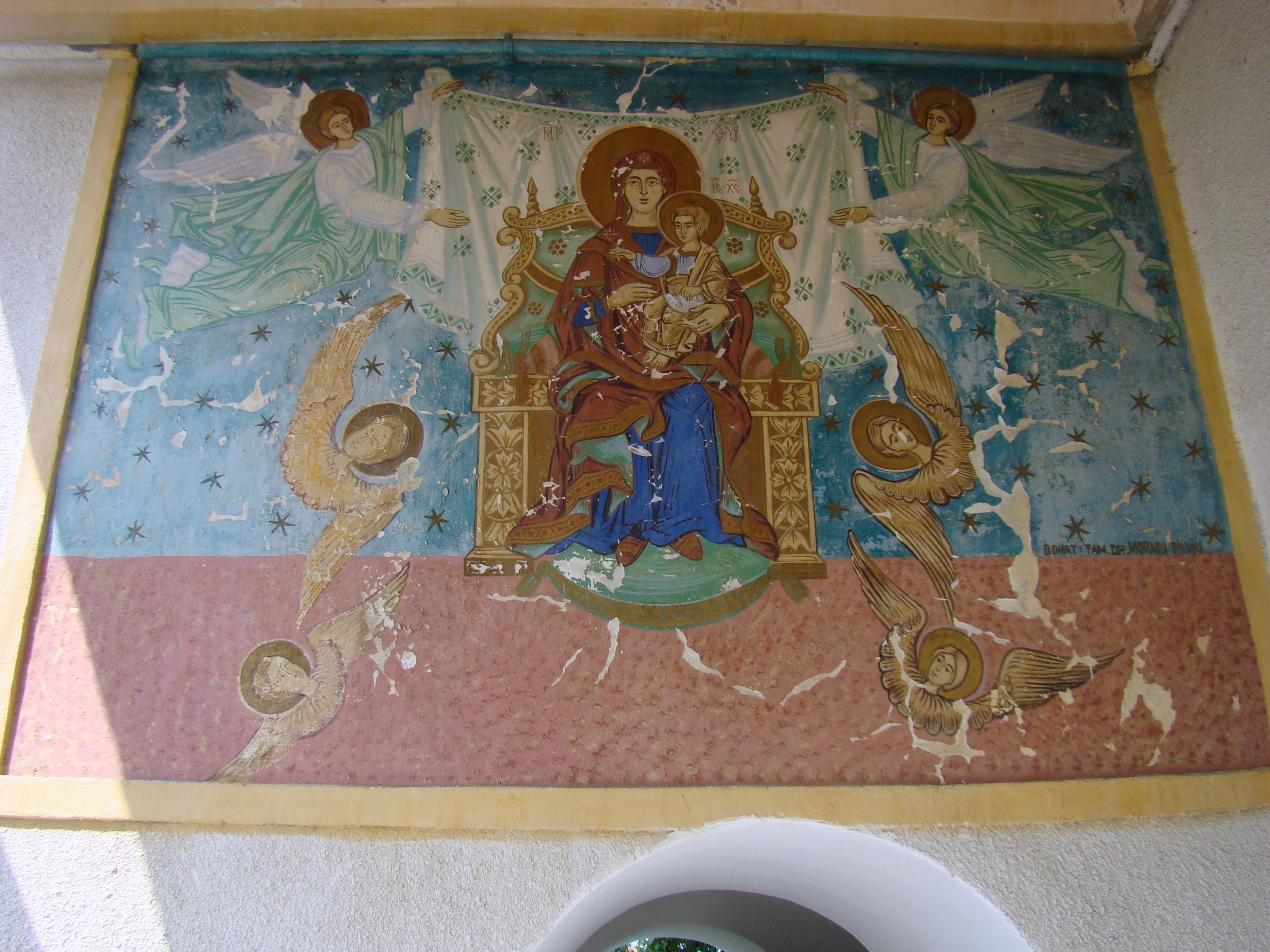
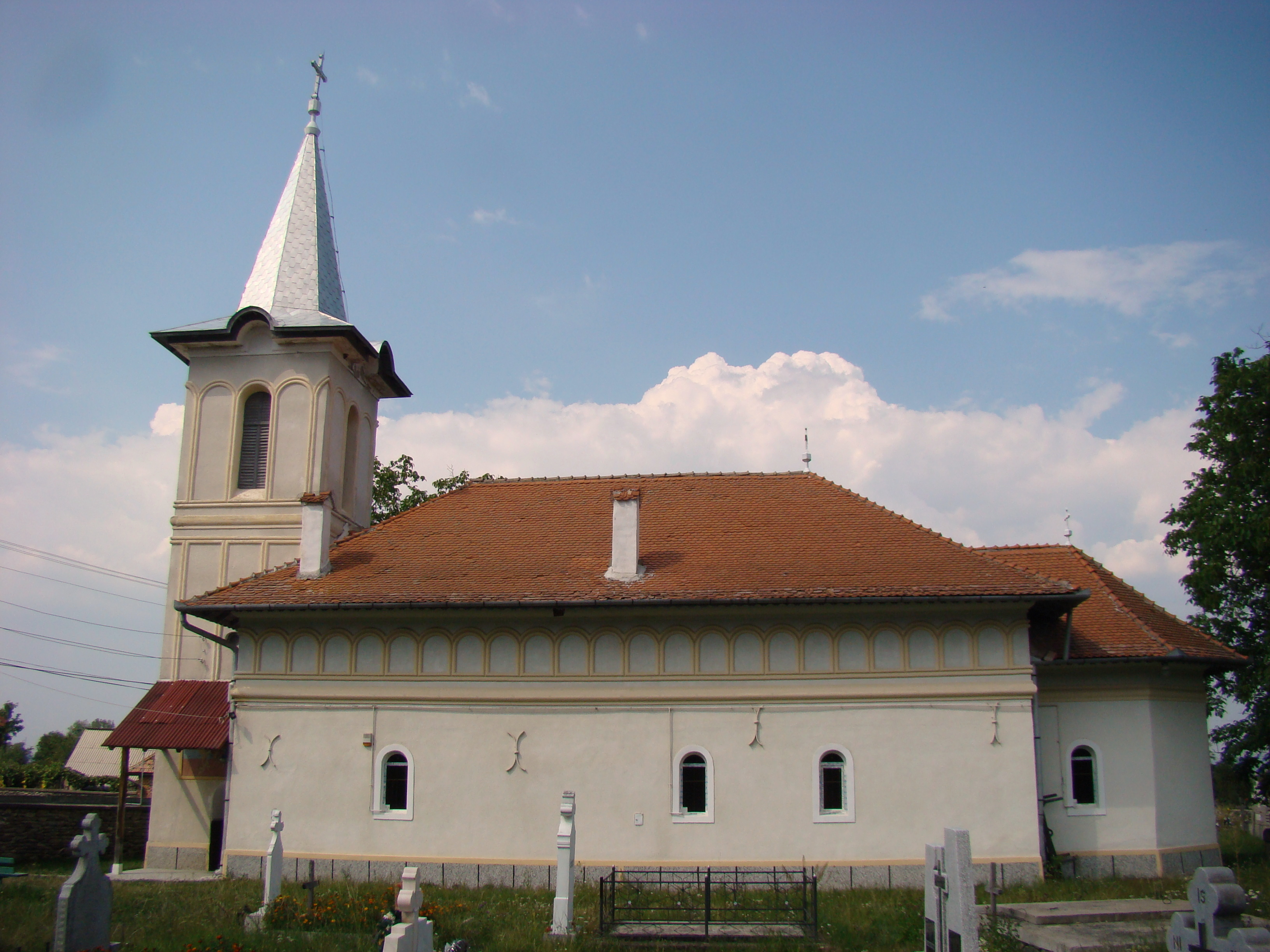
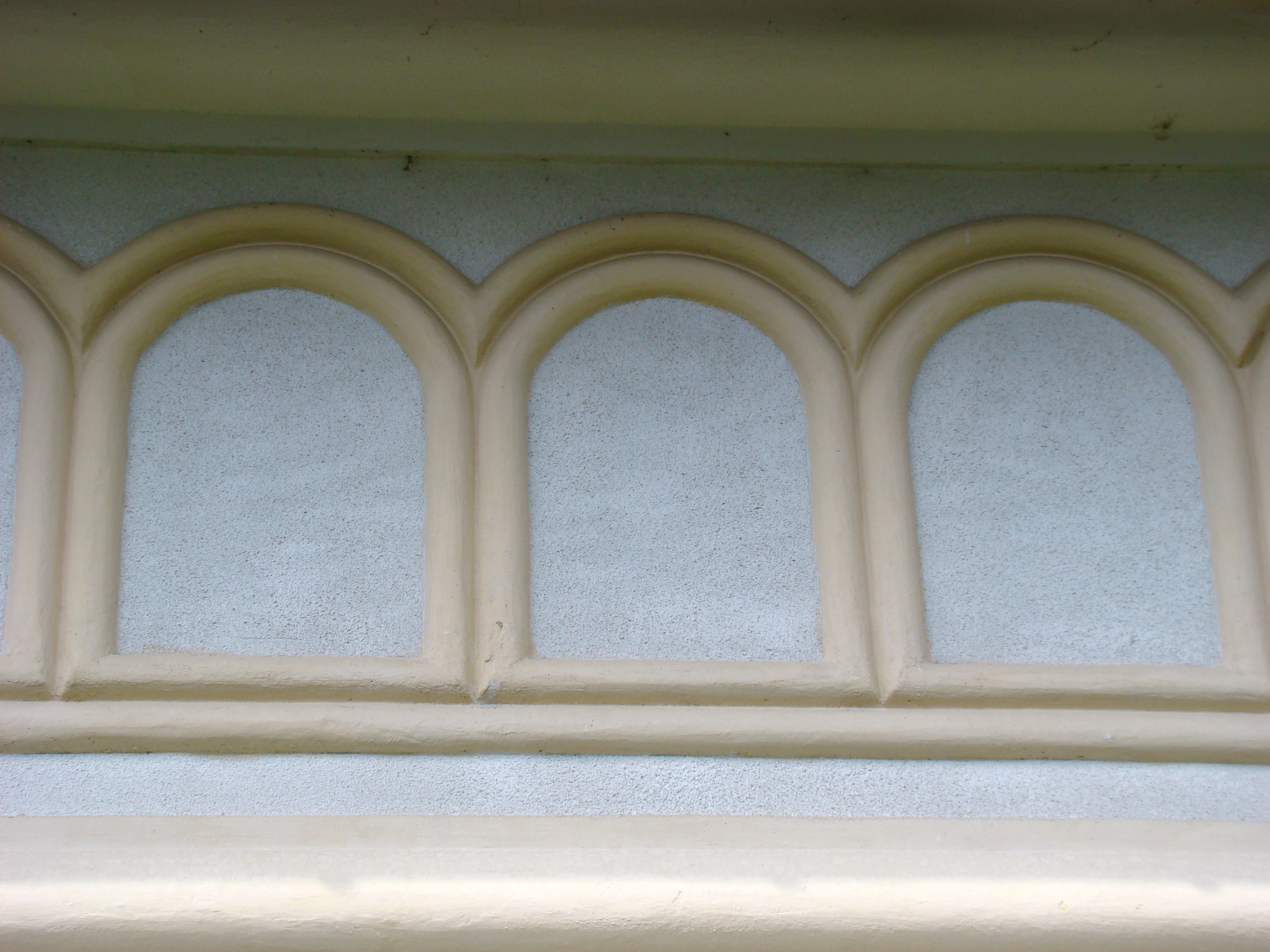
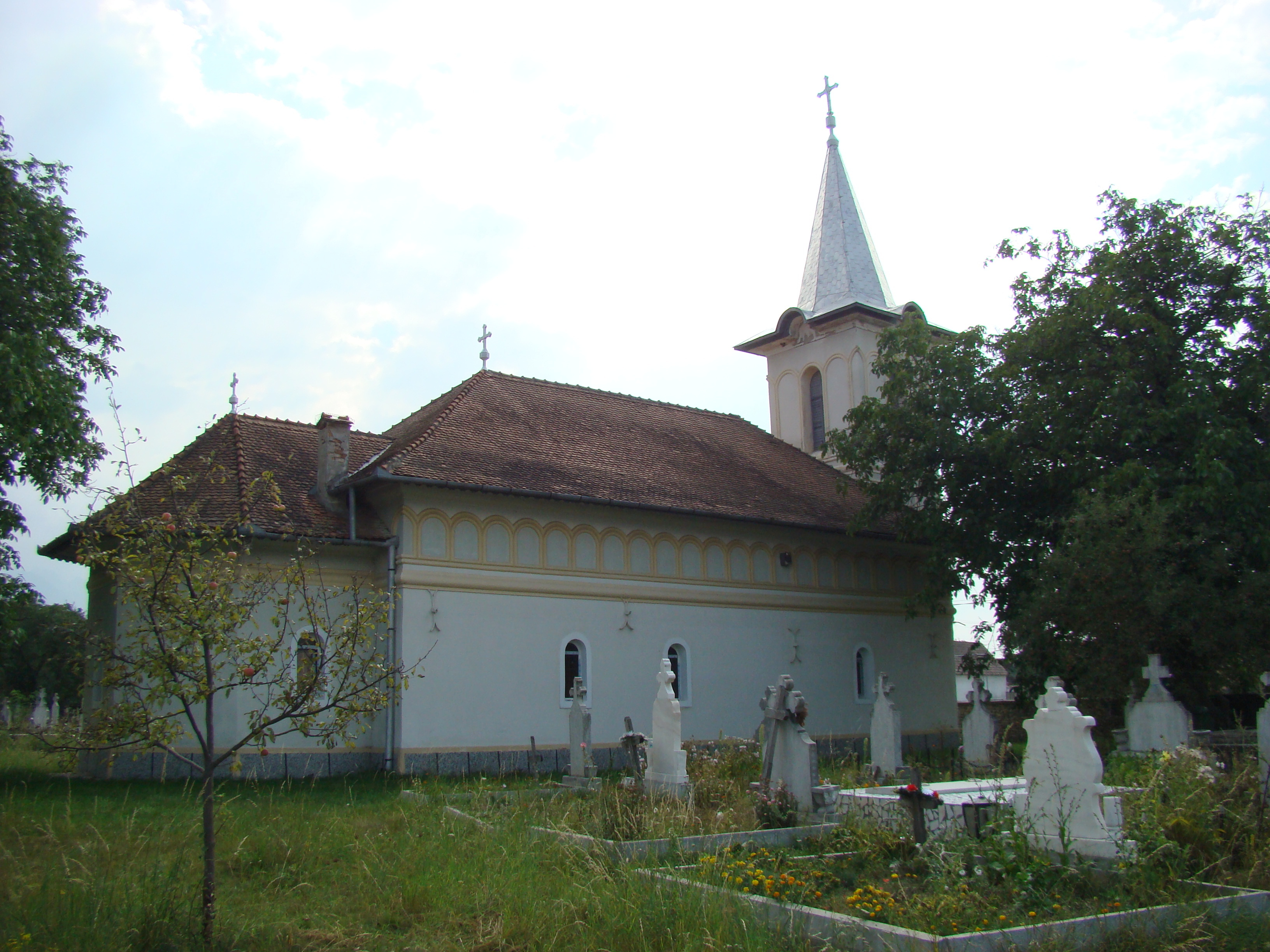
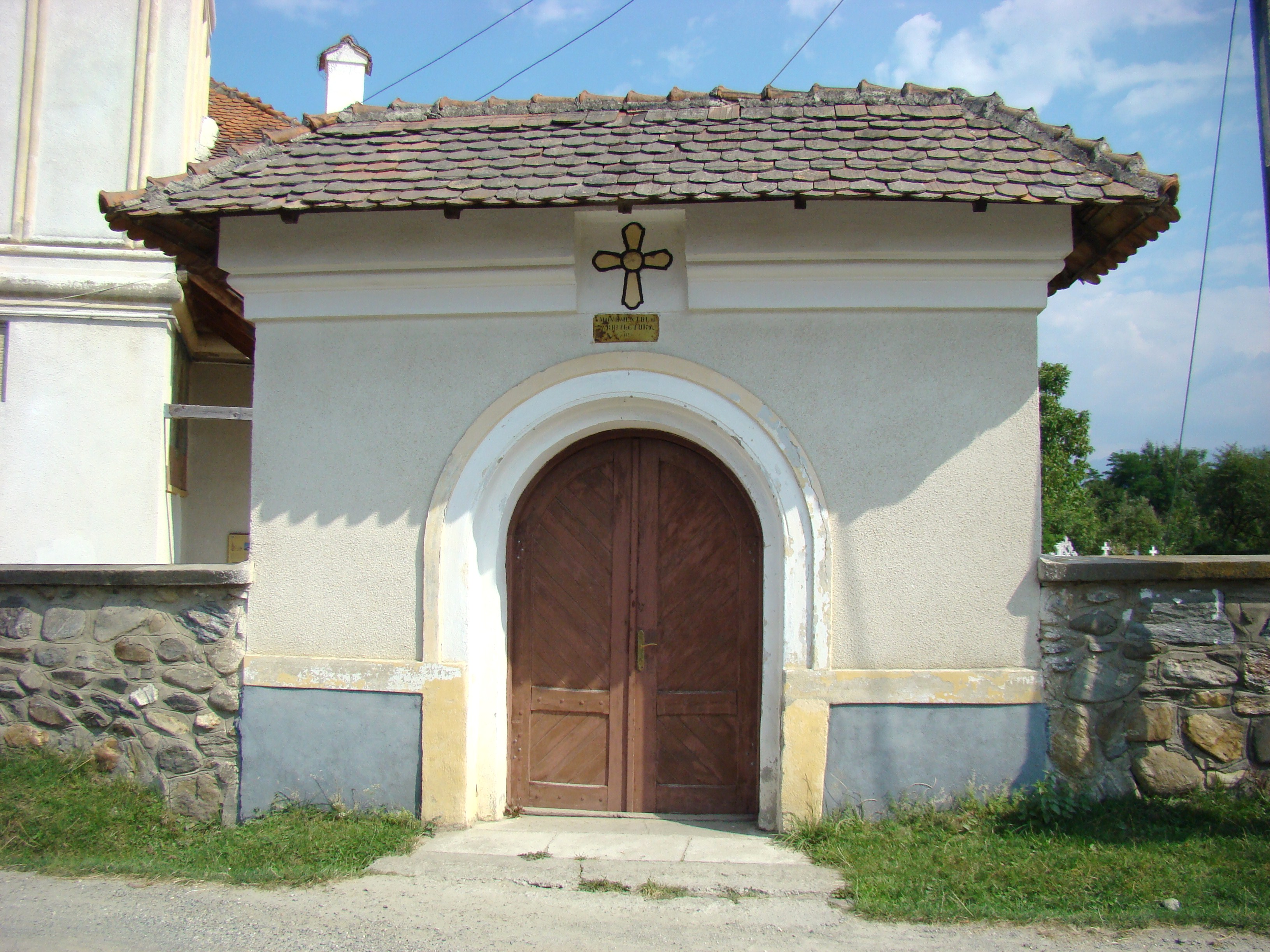

## Imagini din interior

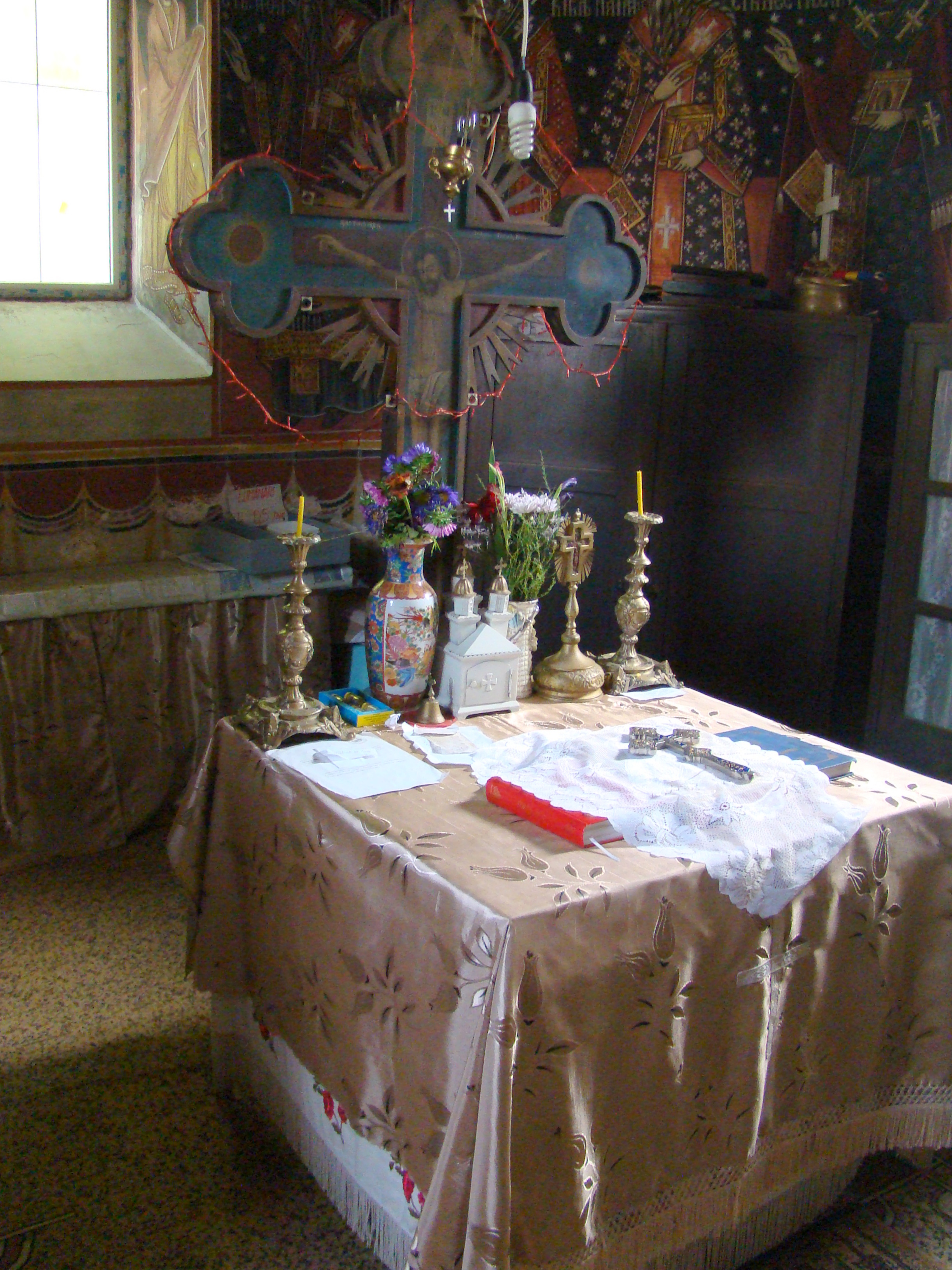
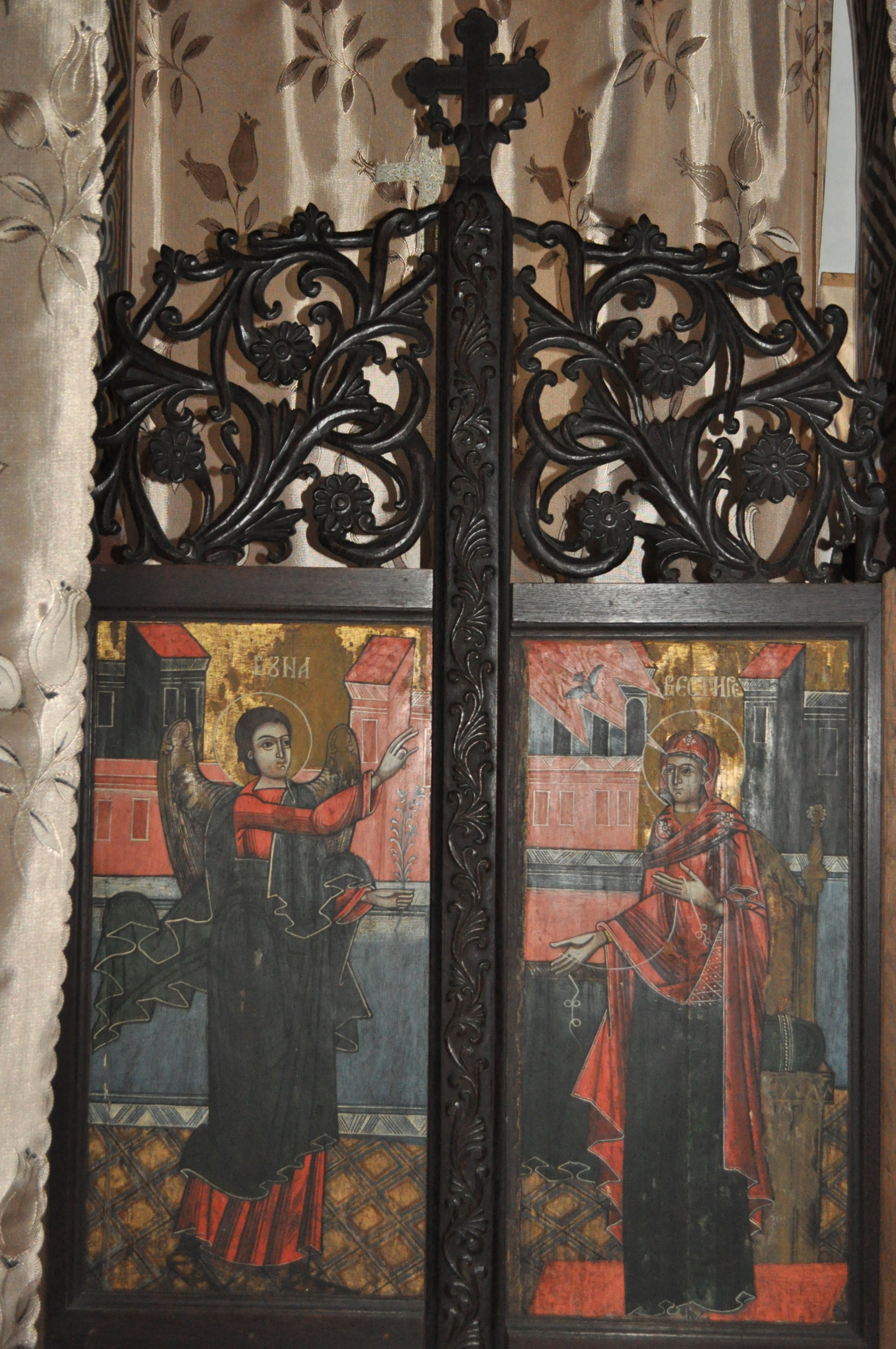
Uşile împărăteşti: Buna Vestire
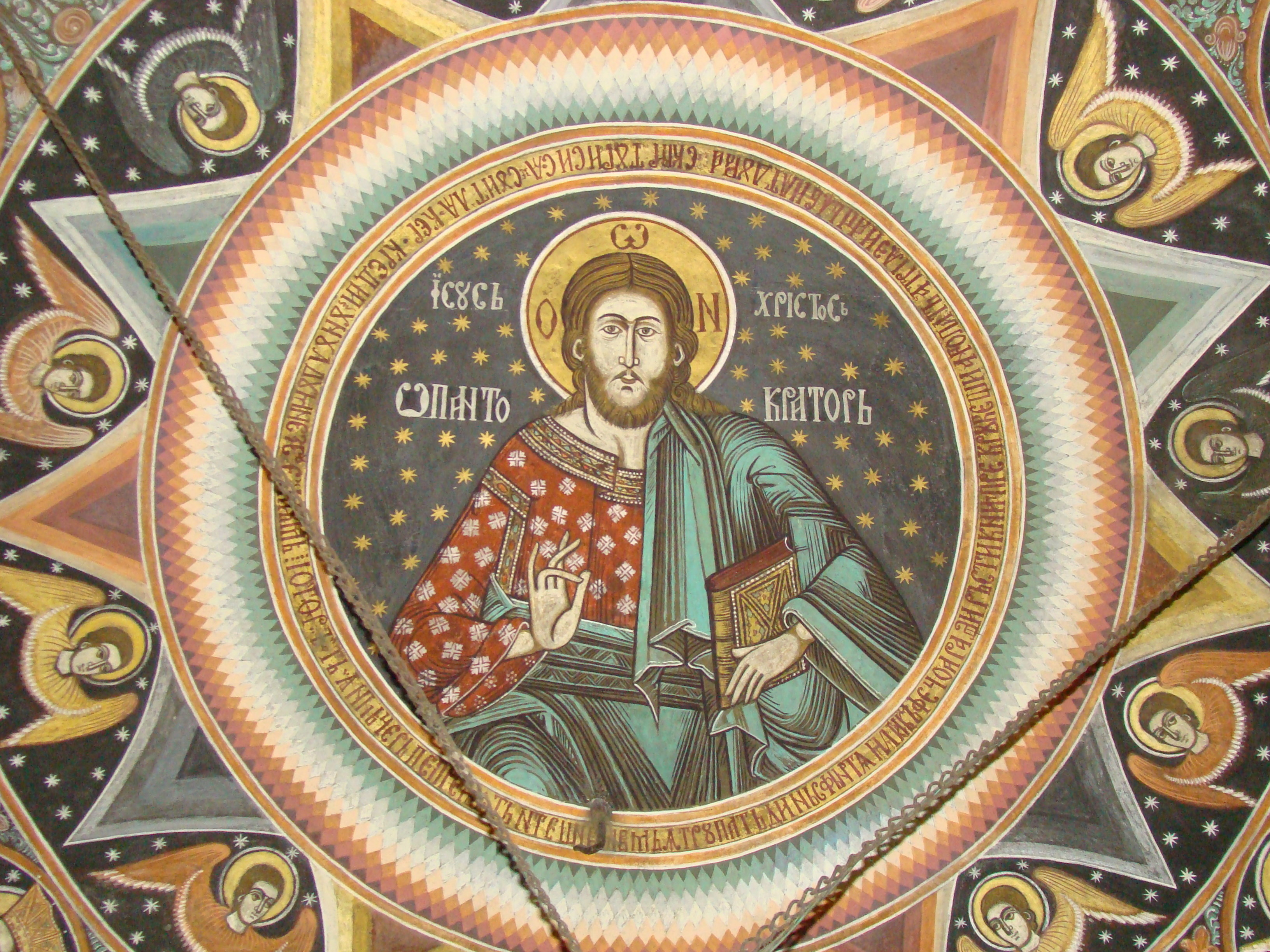
Cupola naosului: Pantocratorul
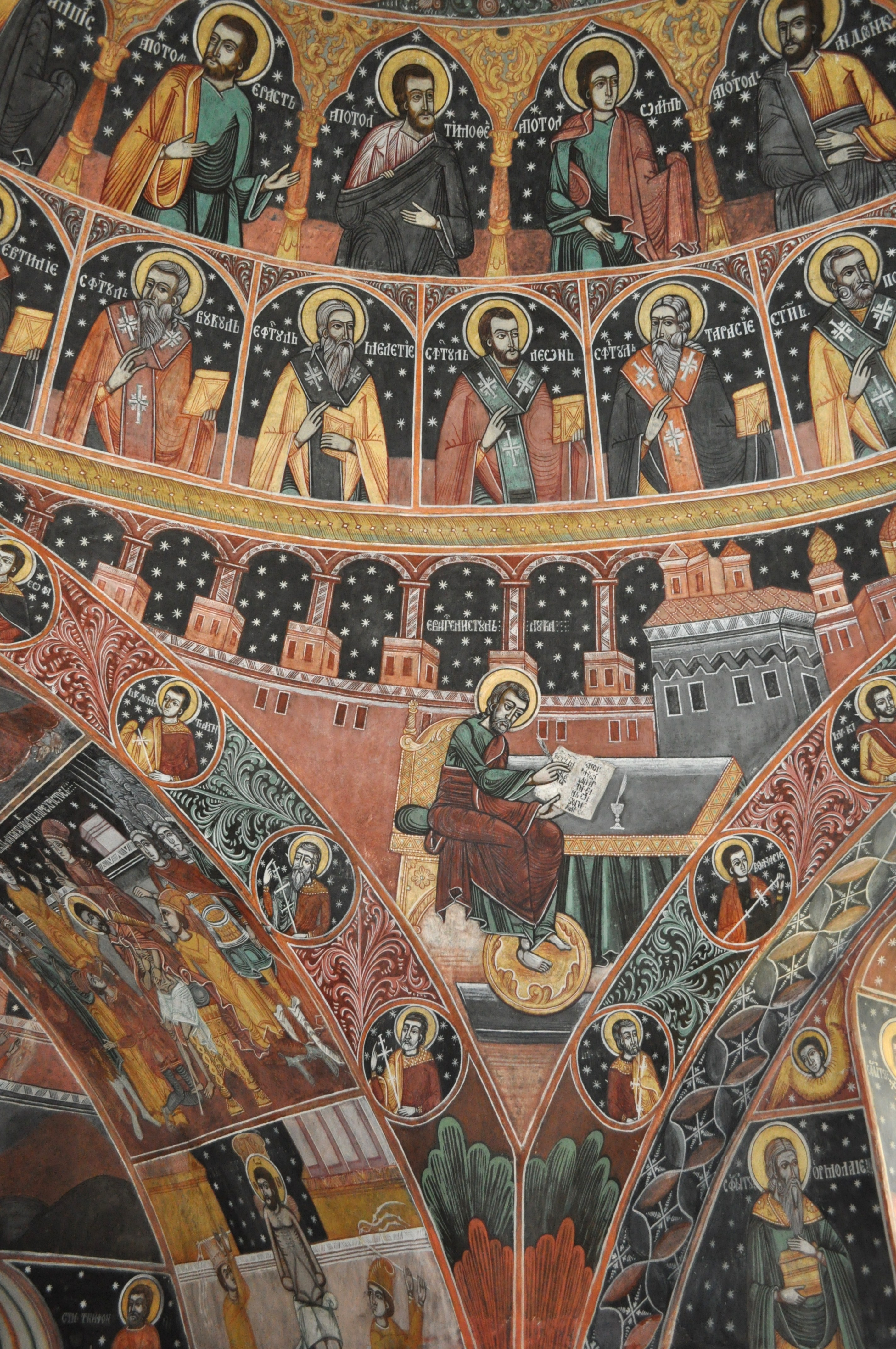
Pandantivi: Evanghelistul Luca
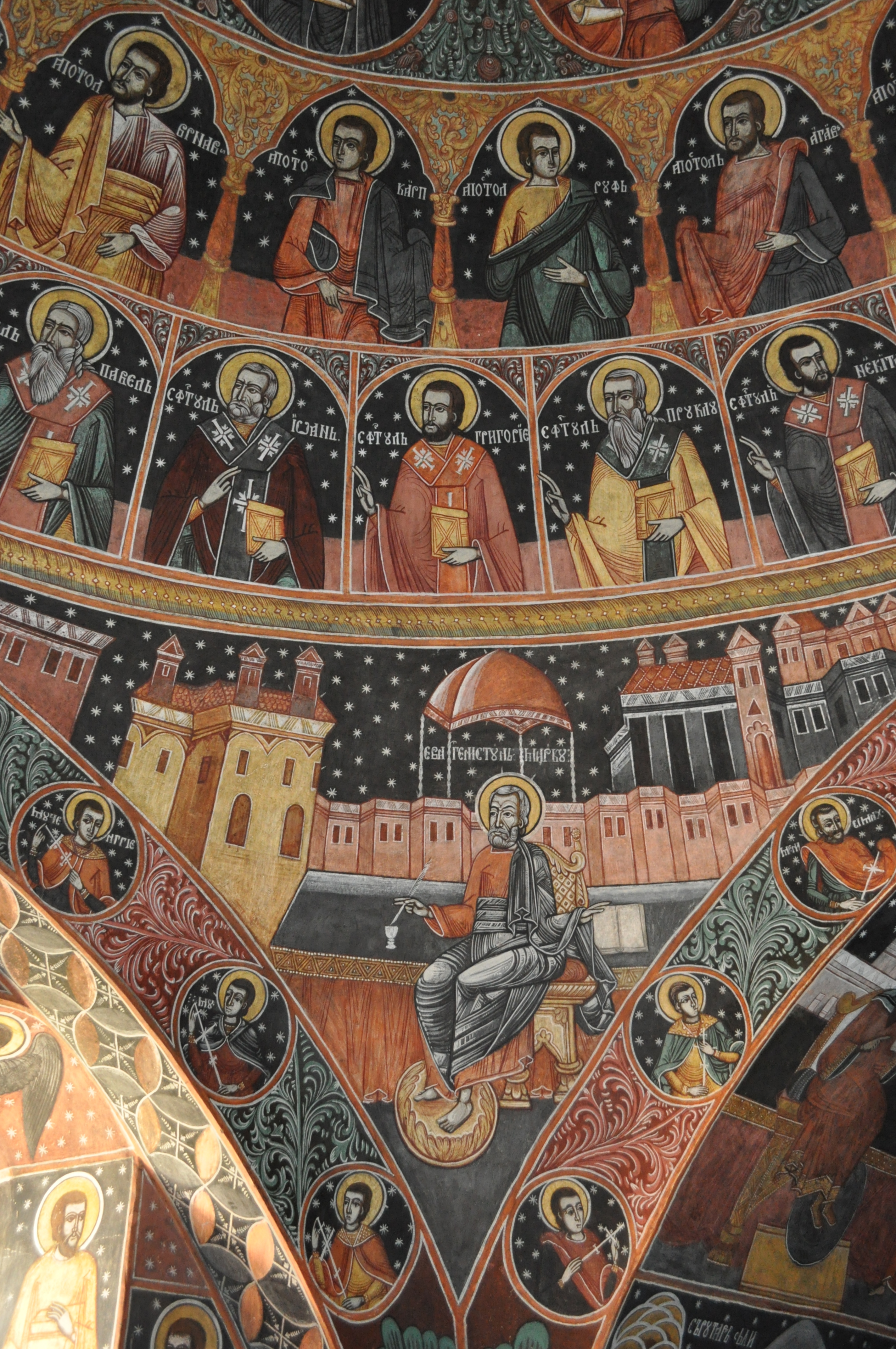
Pandantivi: Evanghelistul Marcu
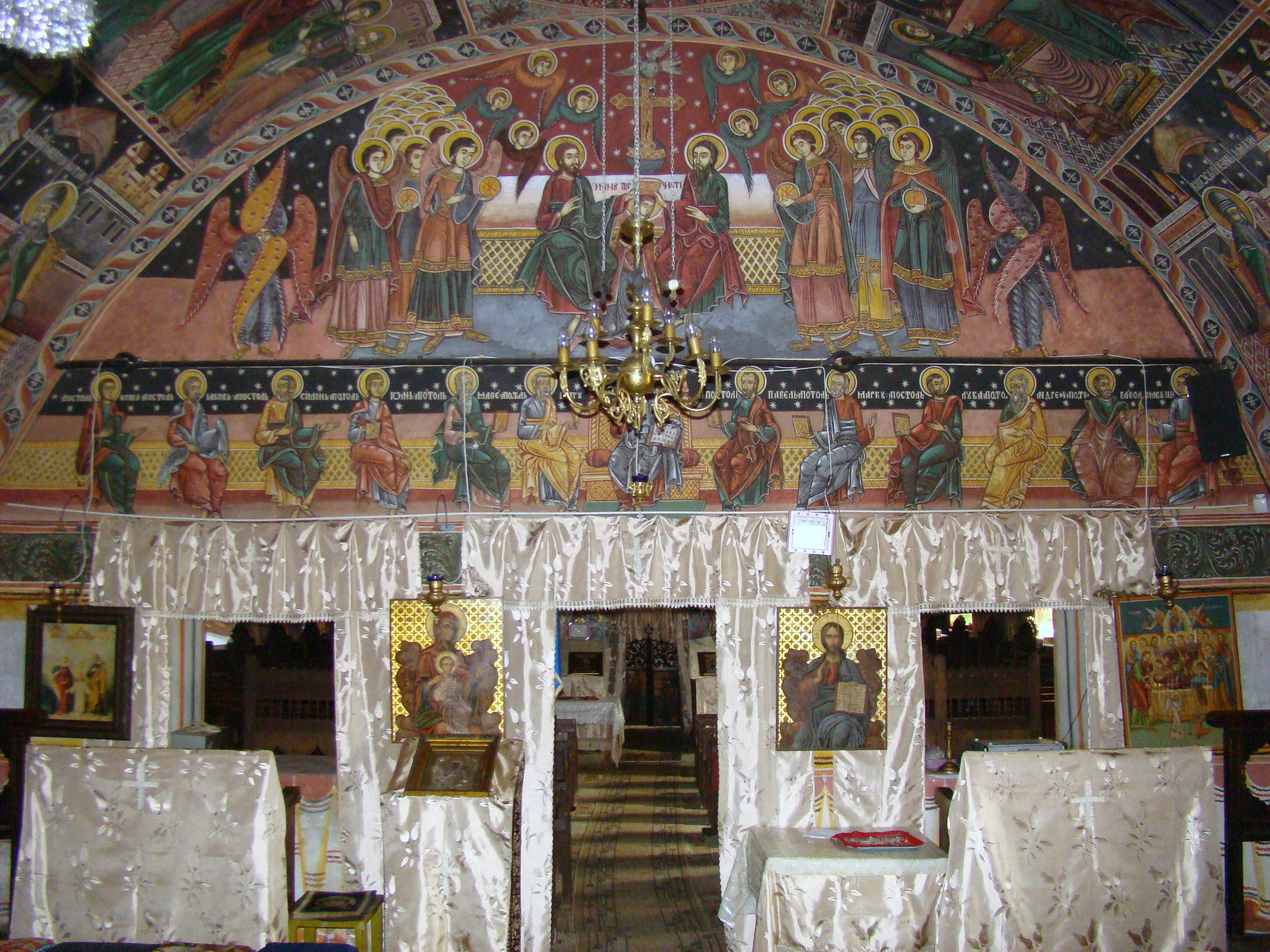
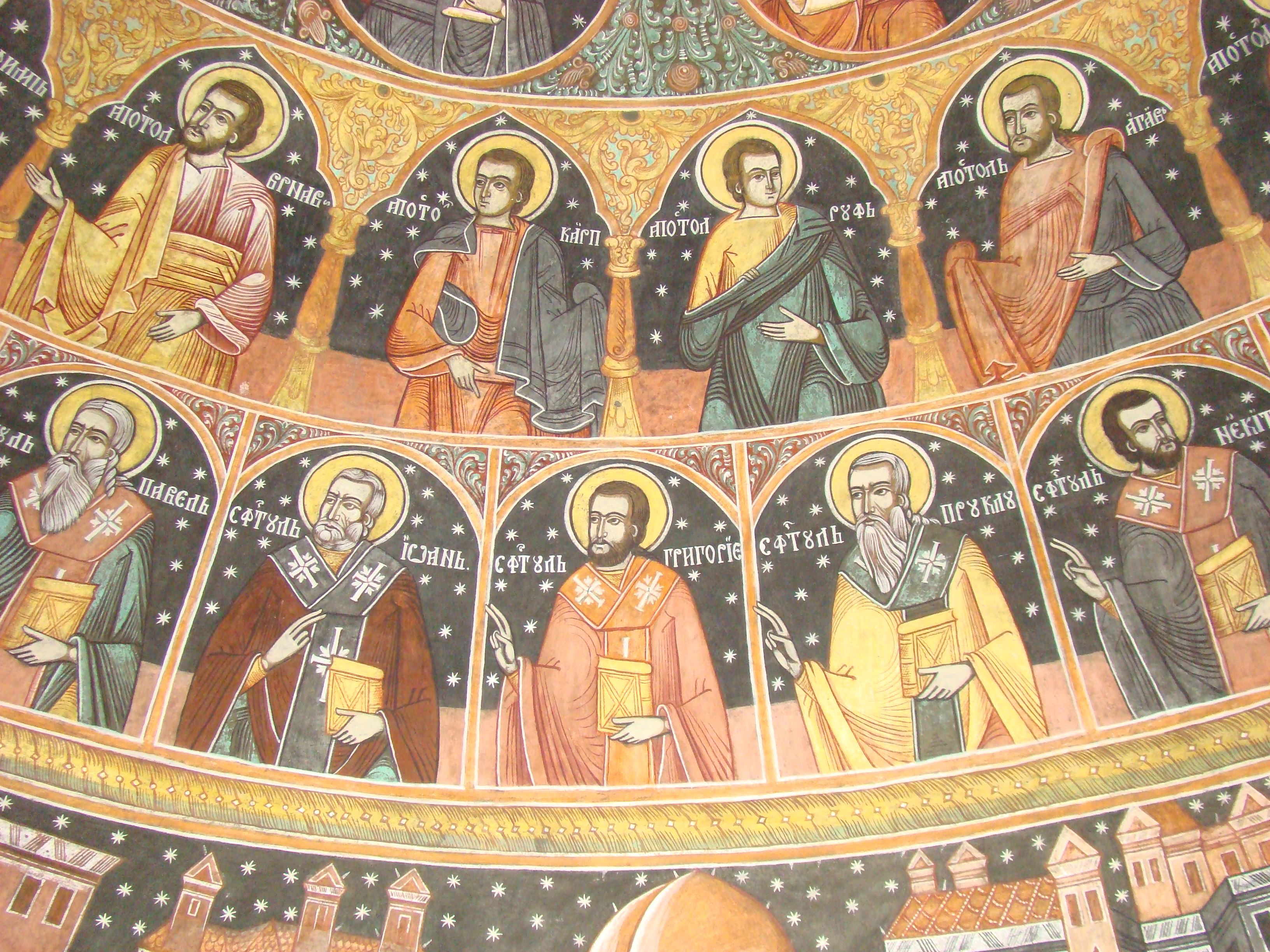
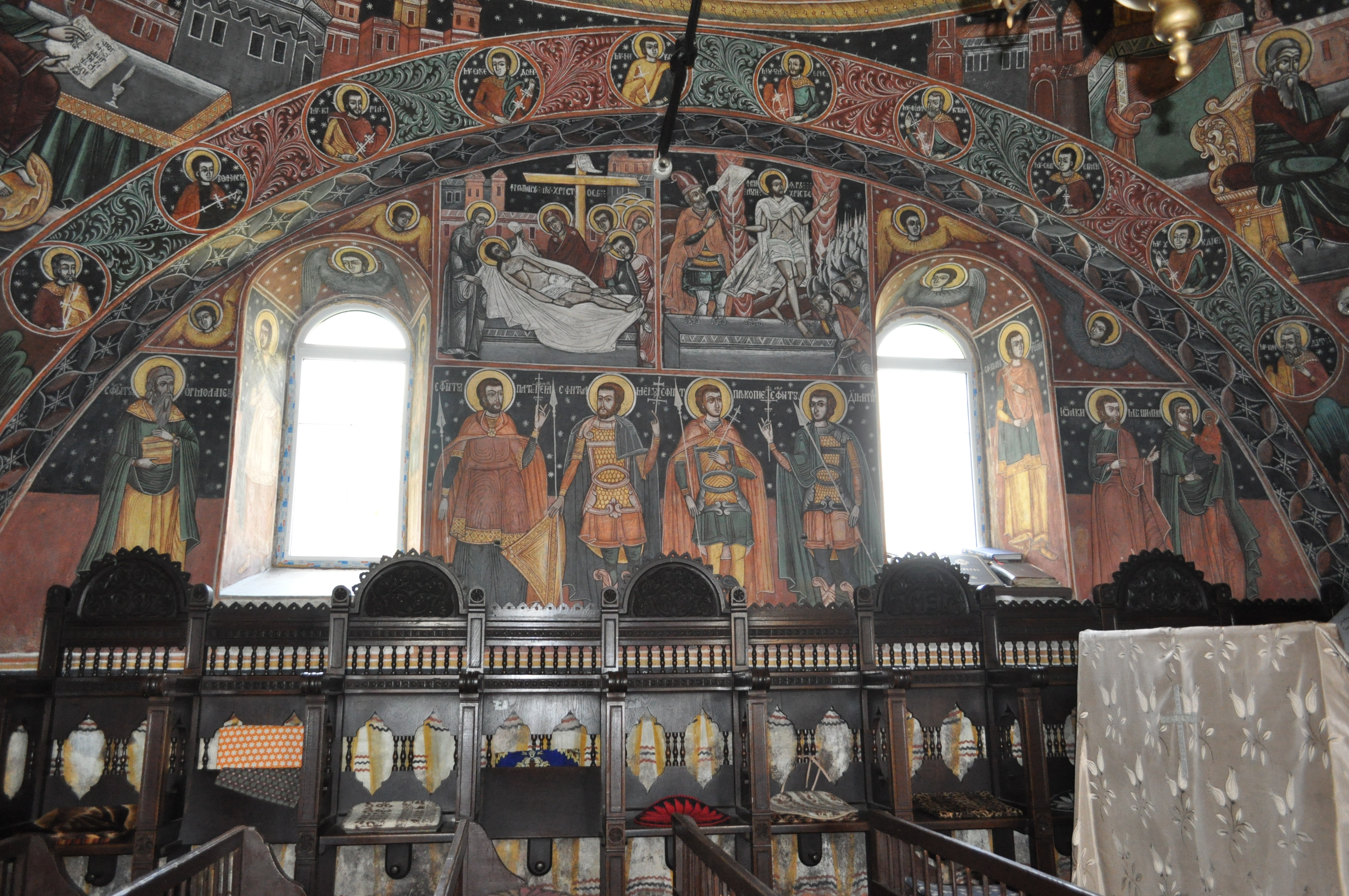
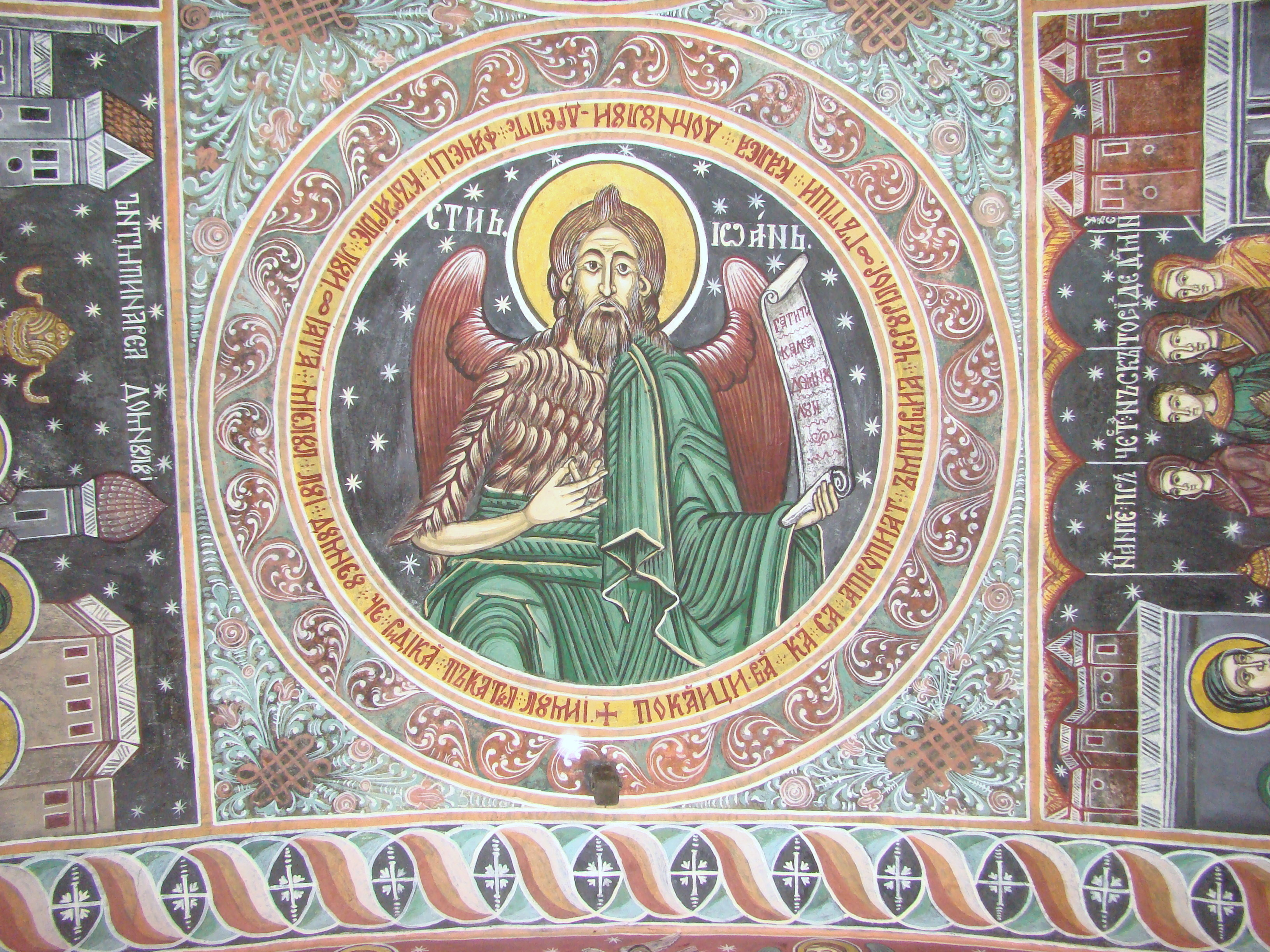
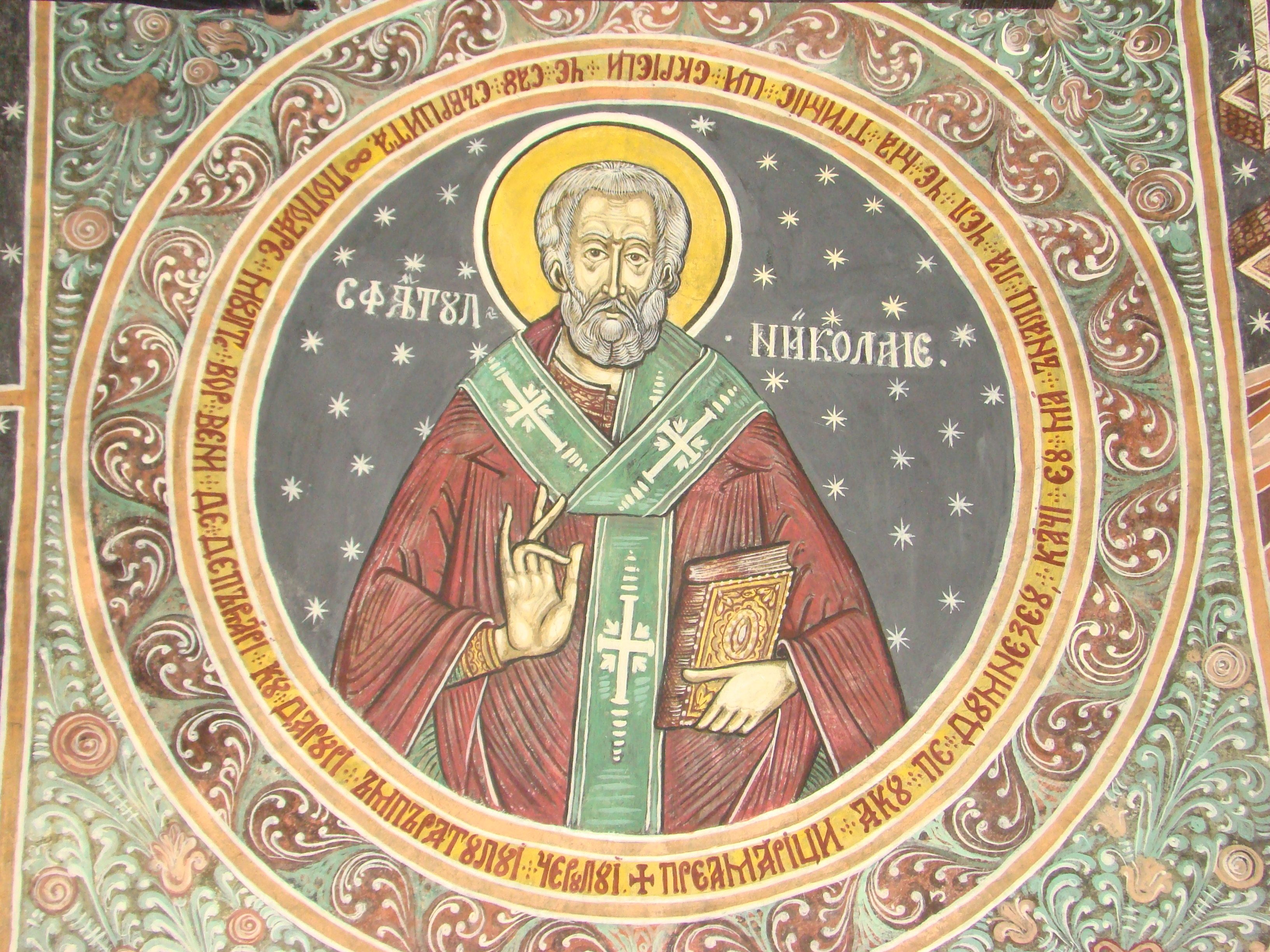
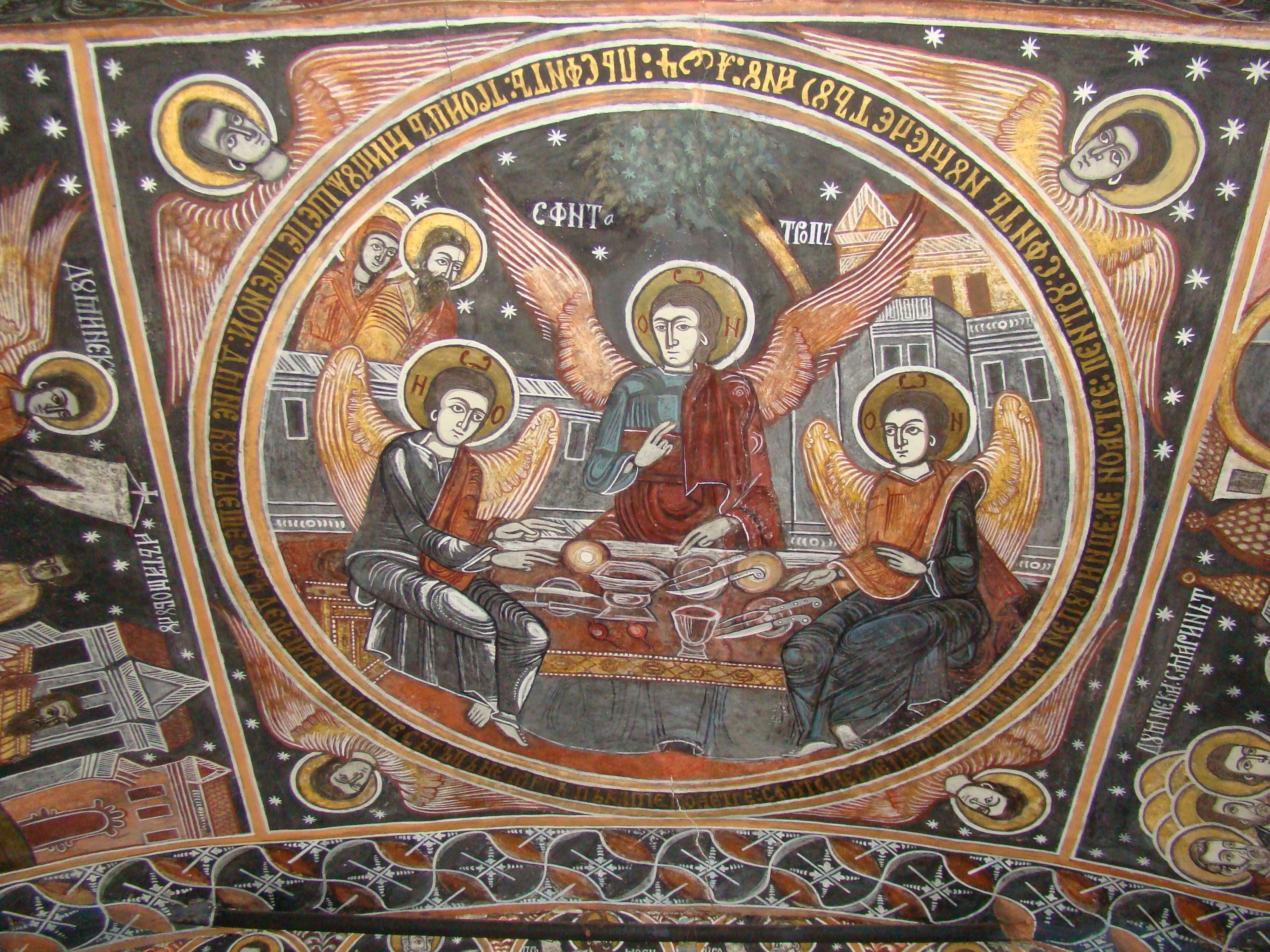
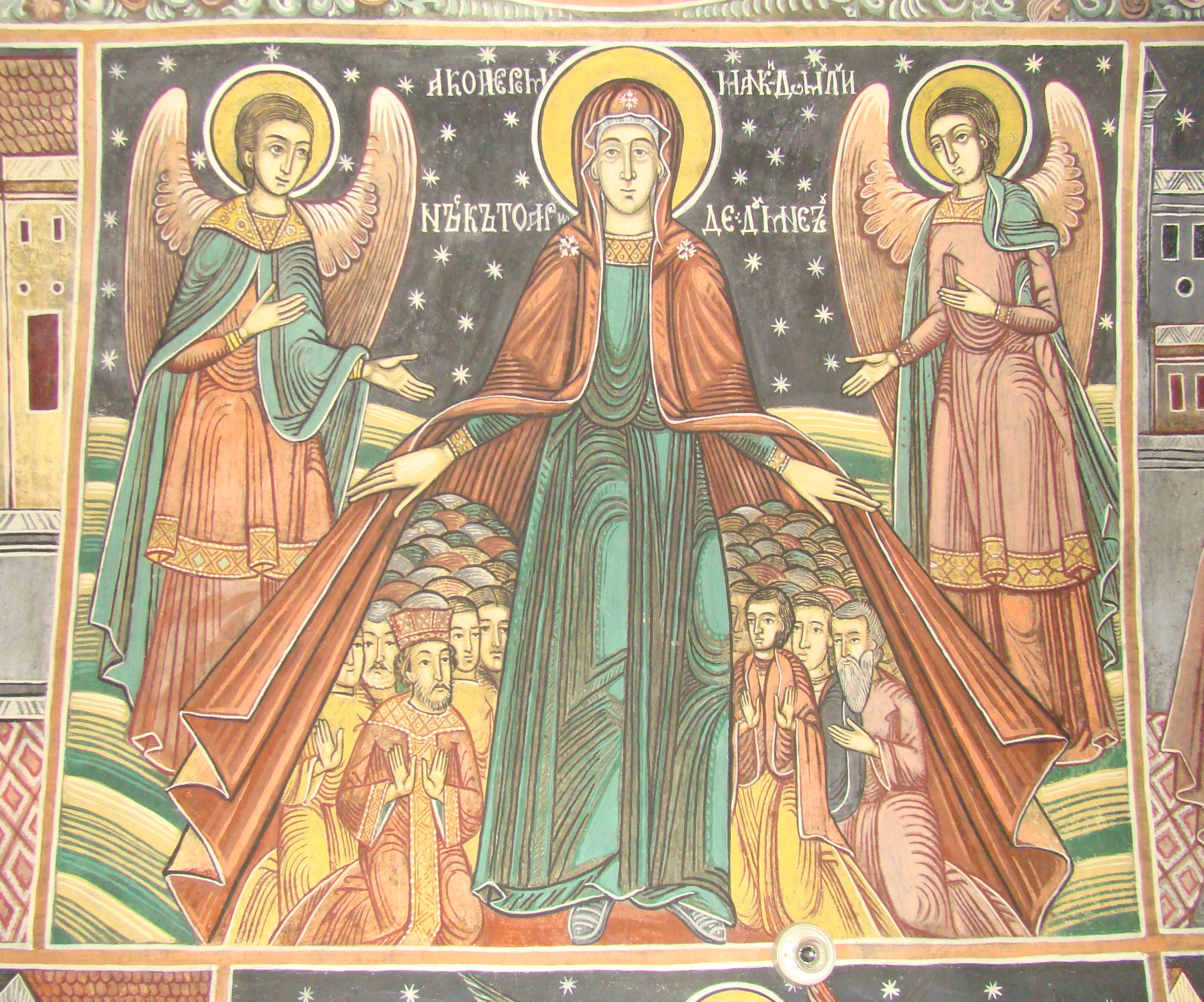
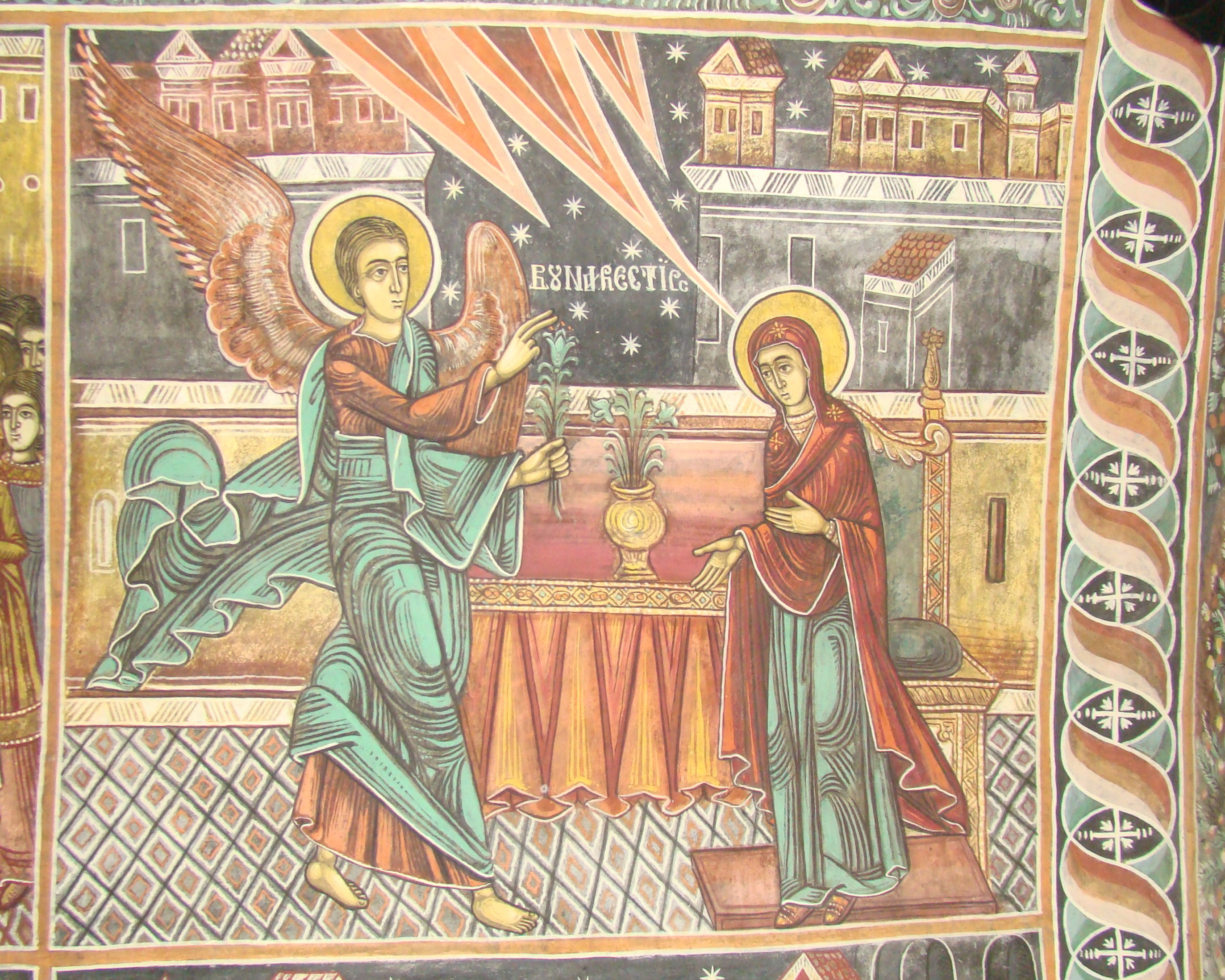
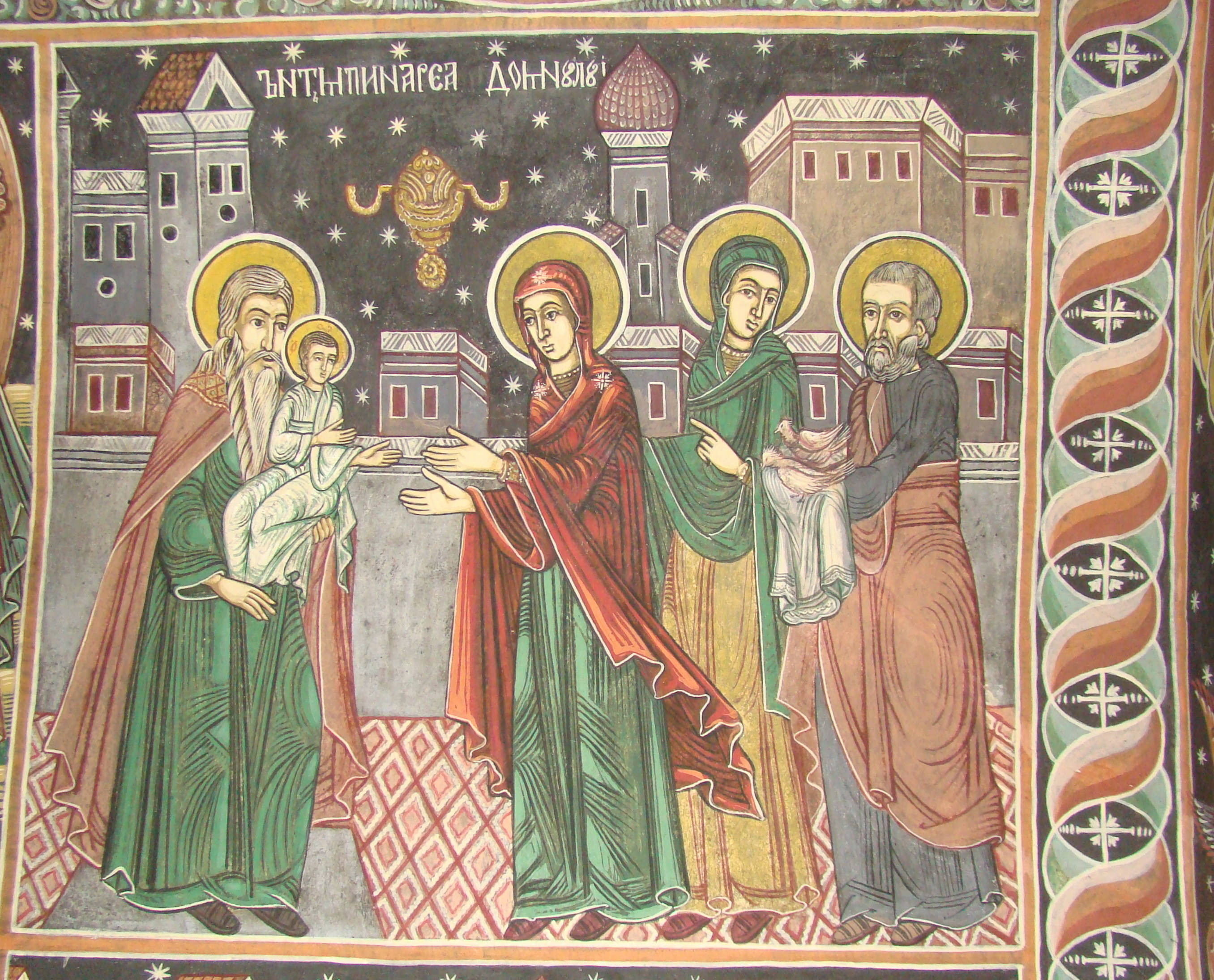
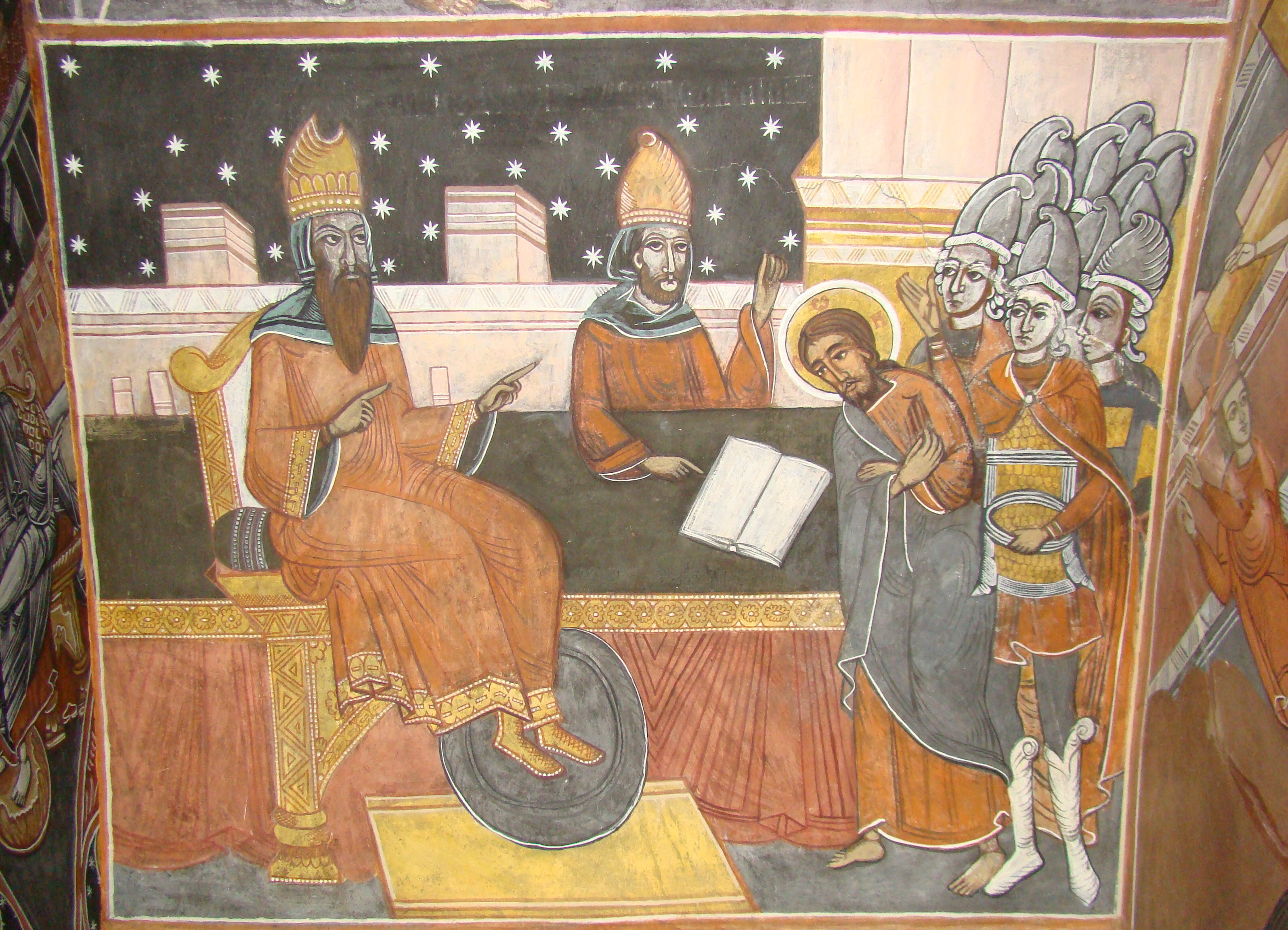
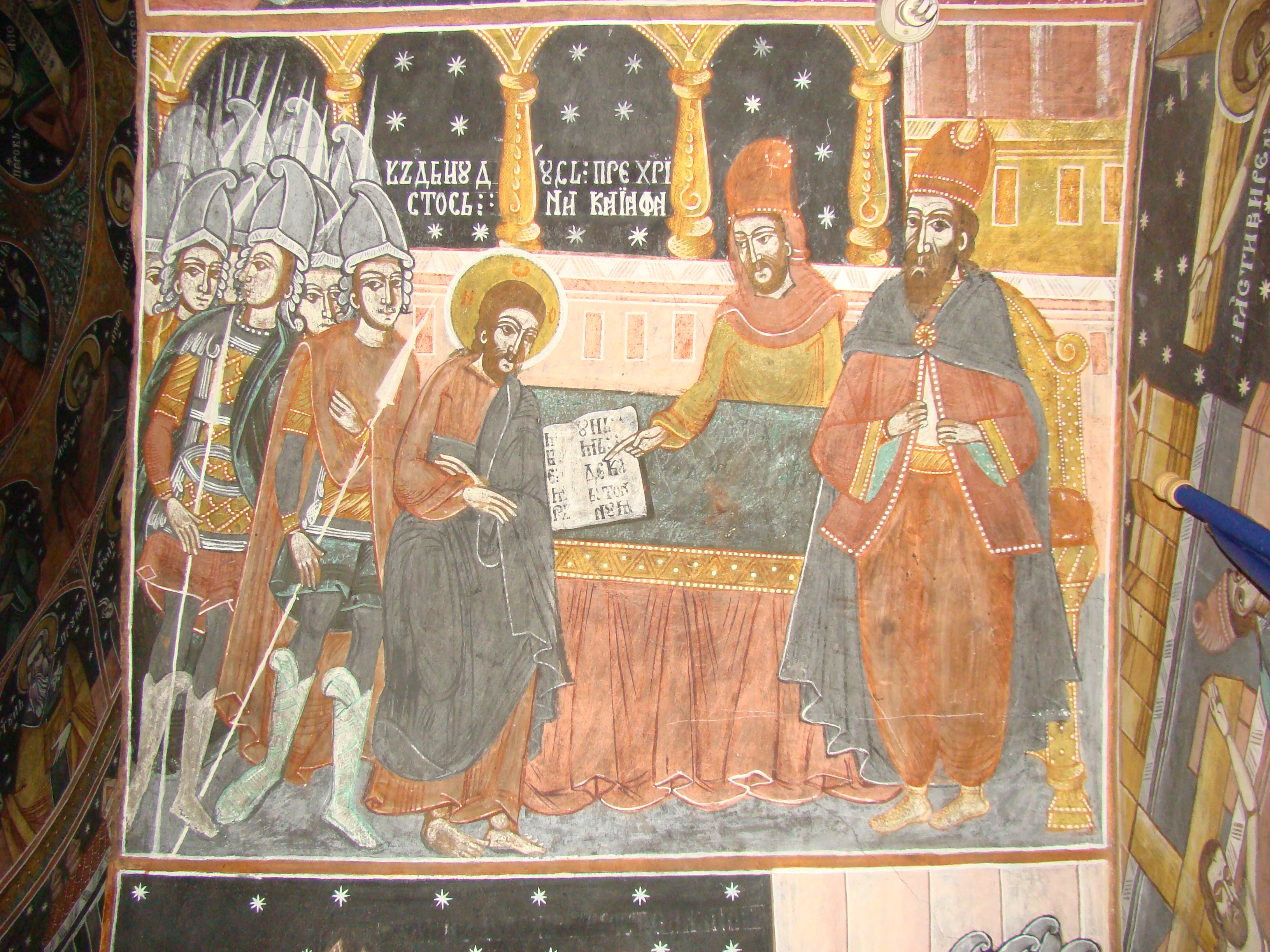
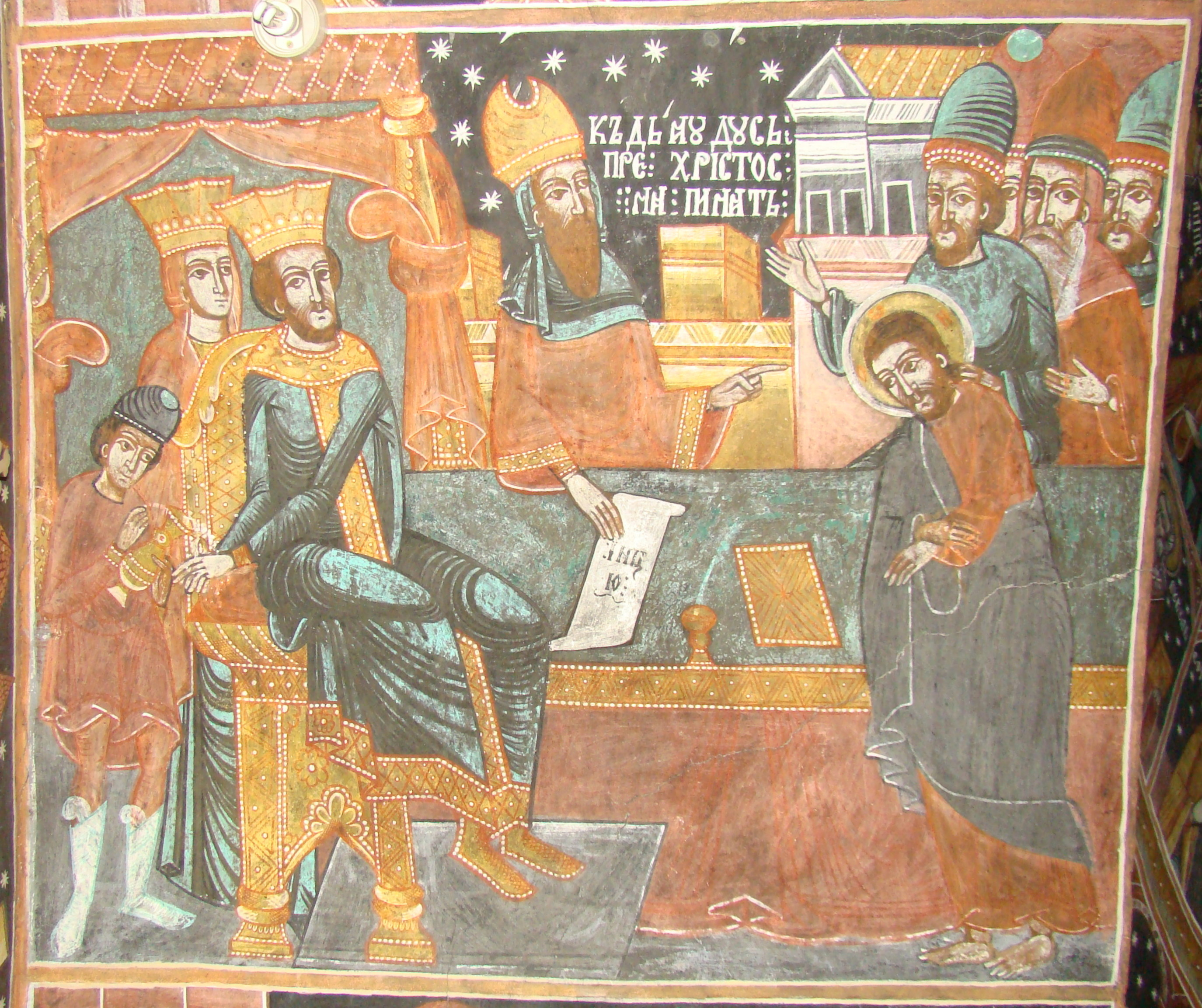
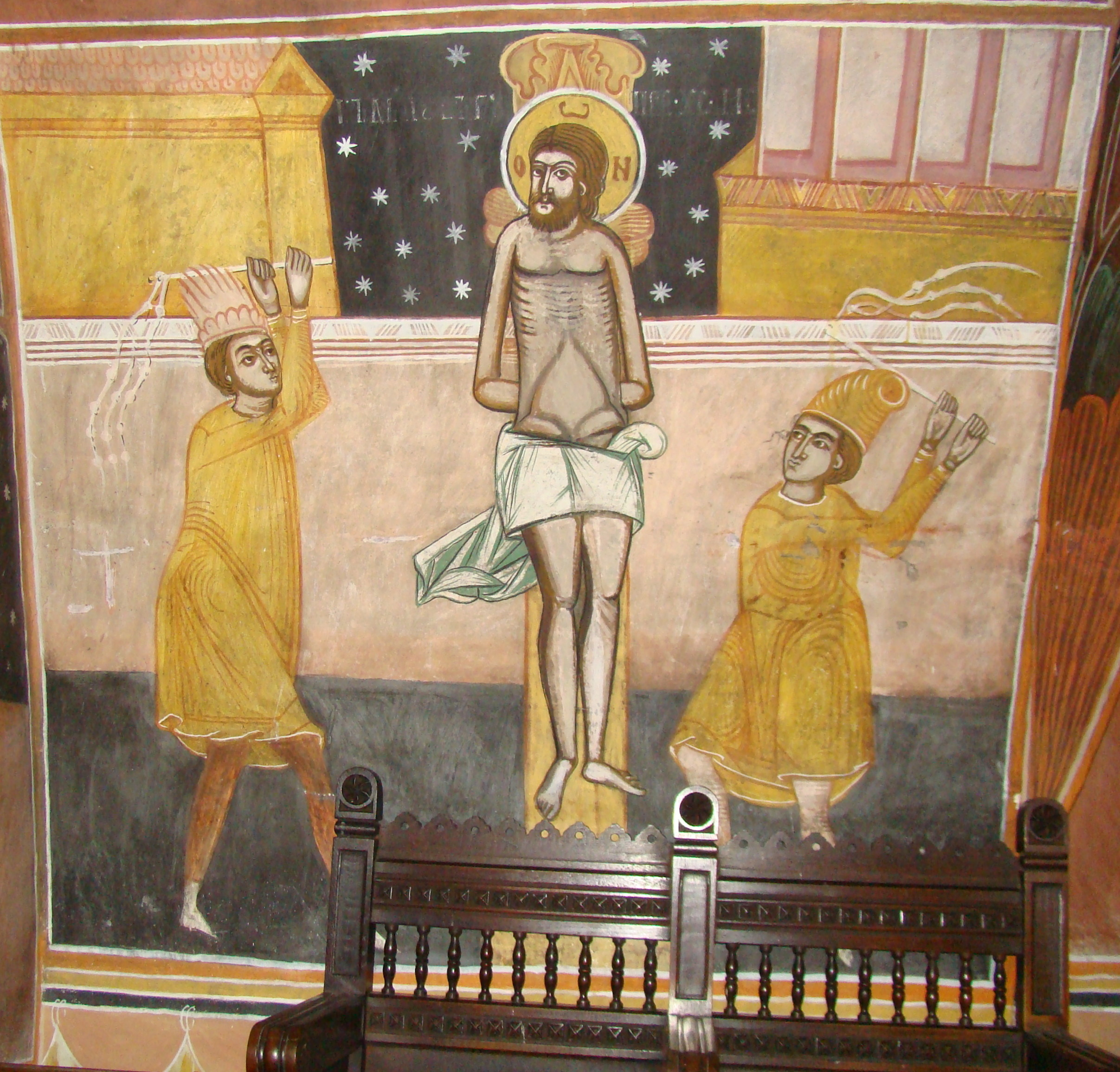
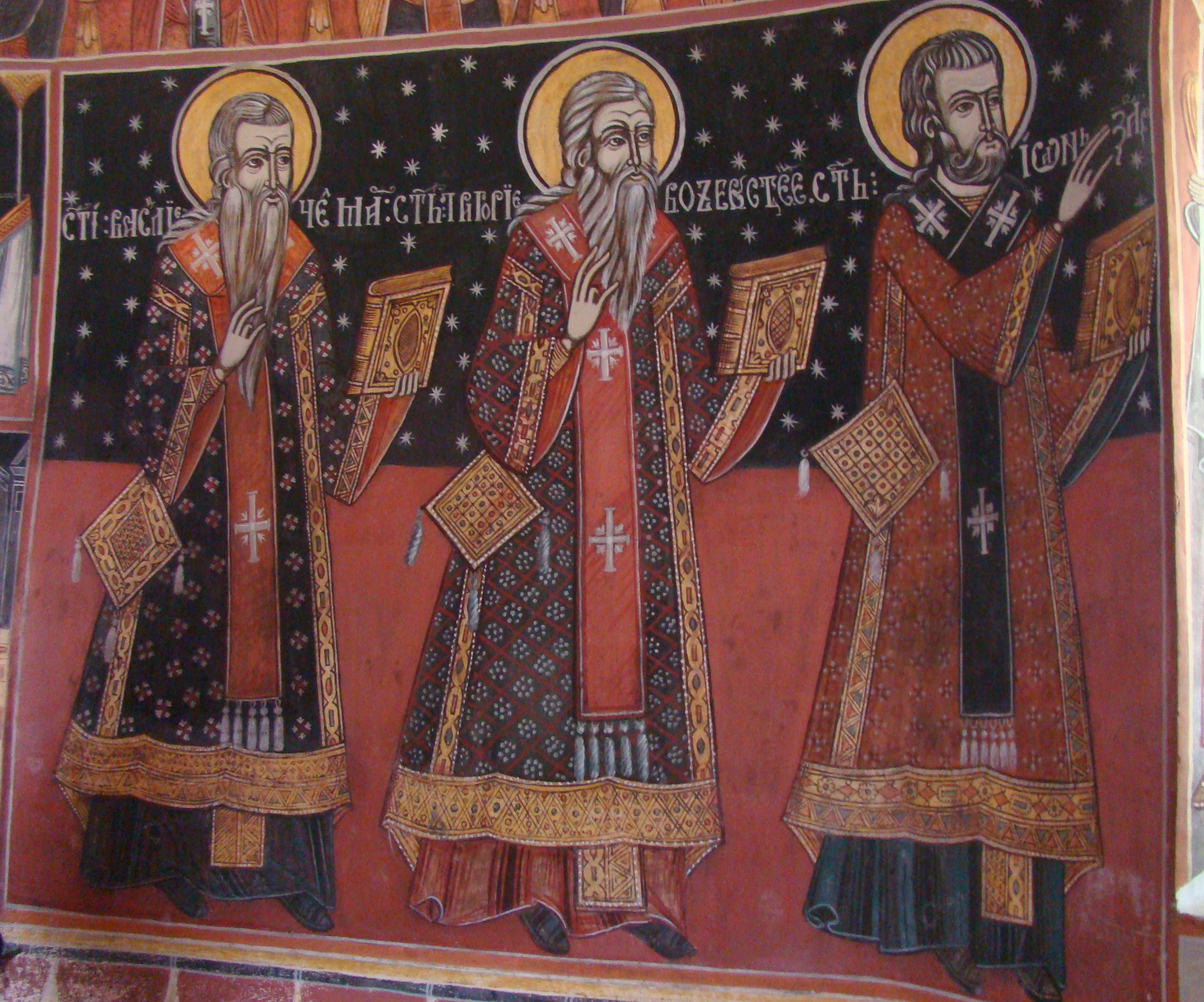
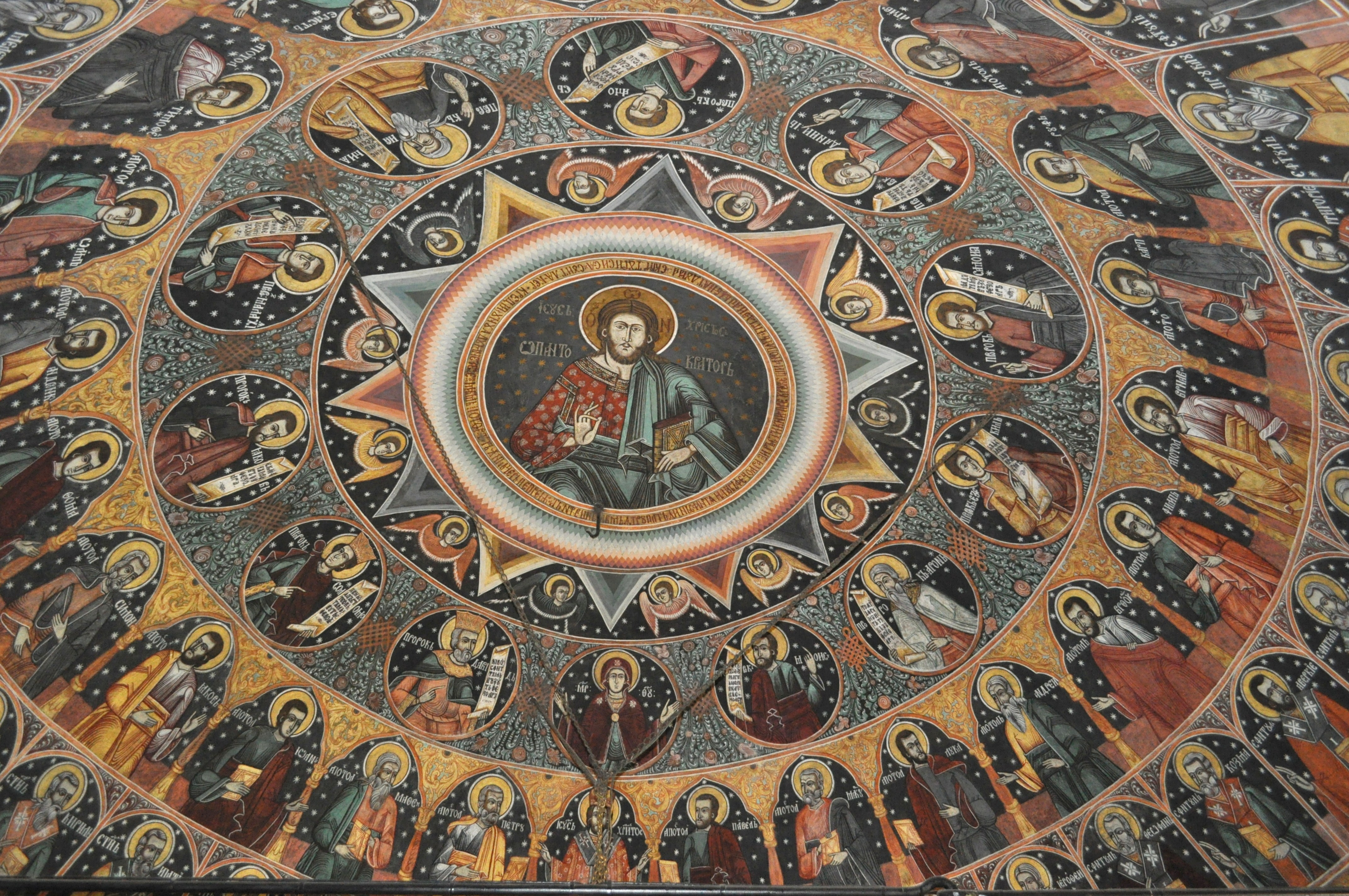
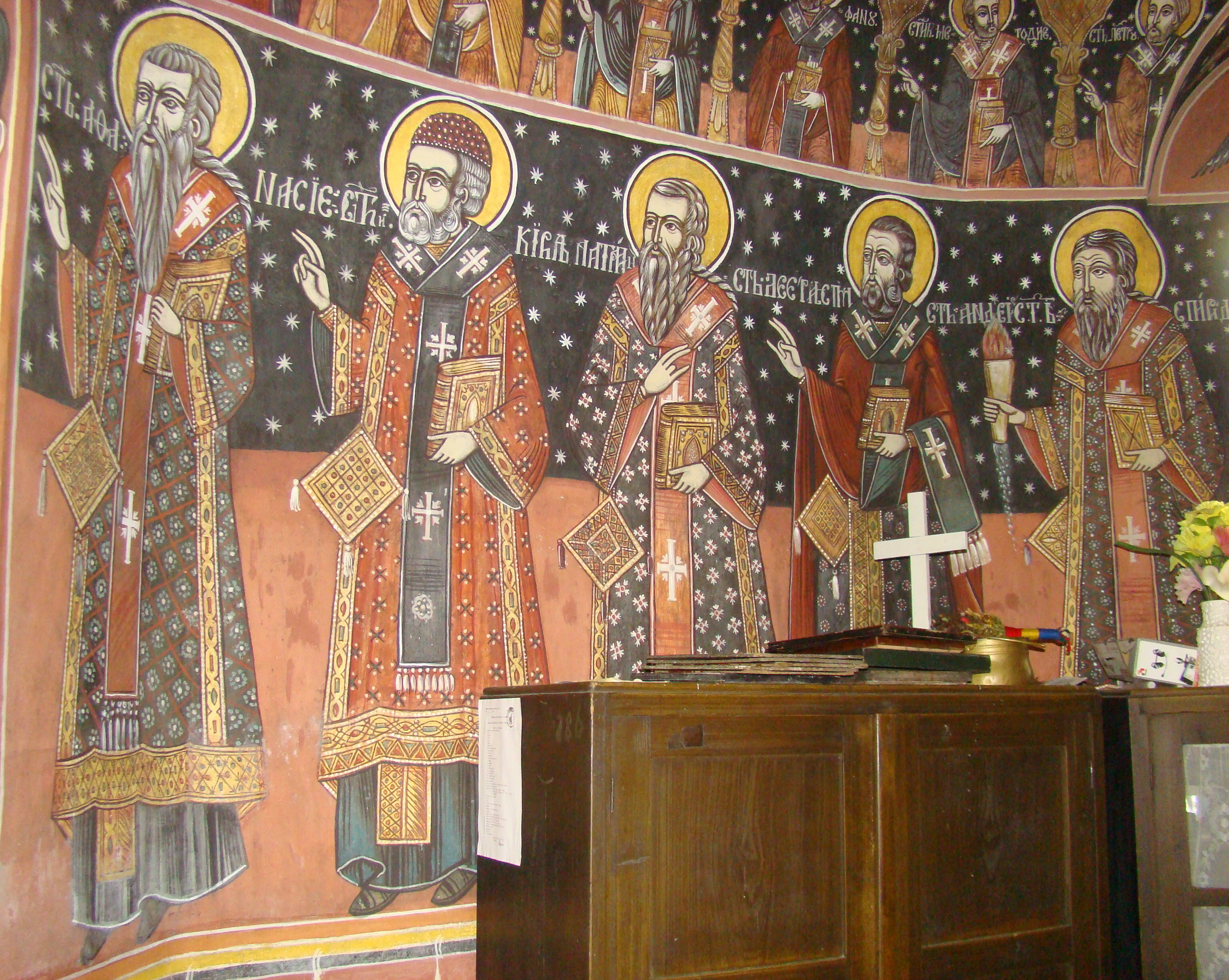
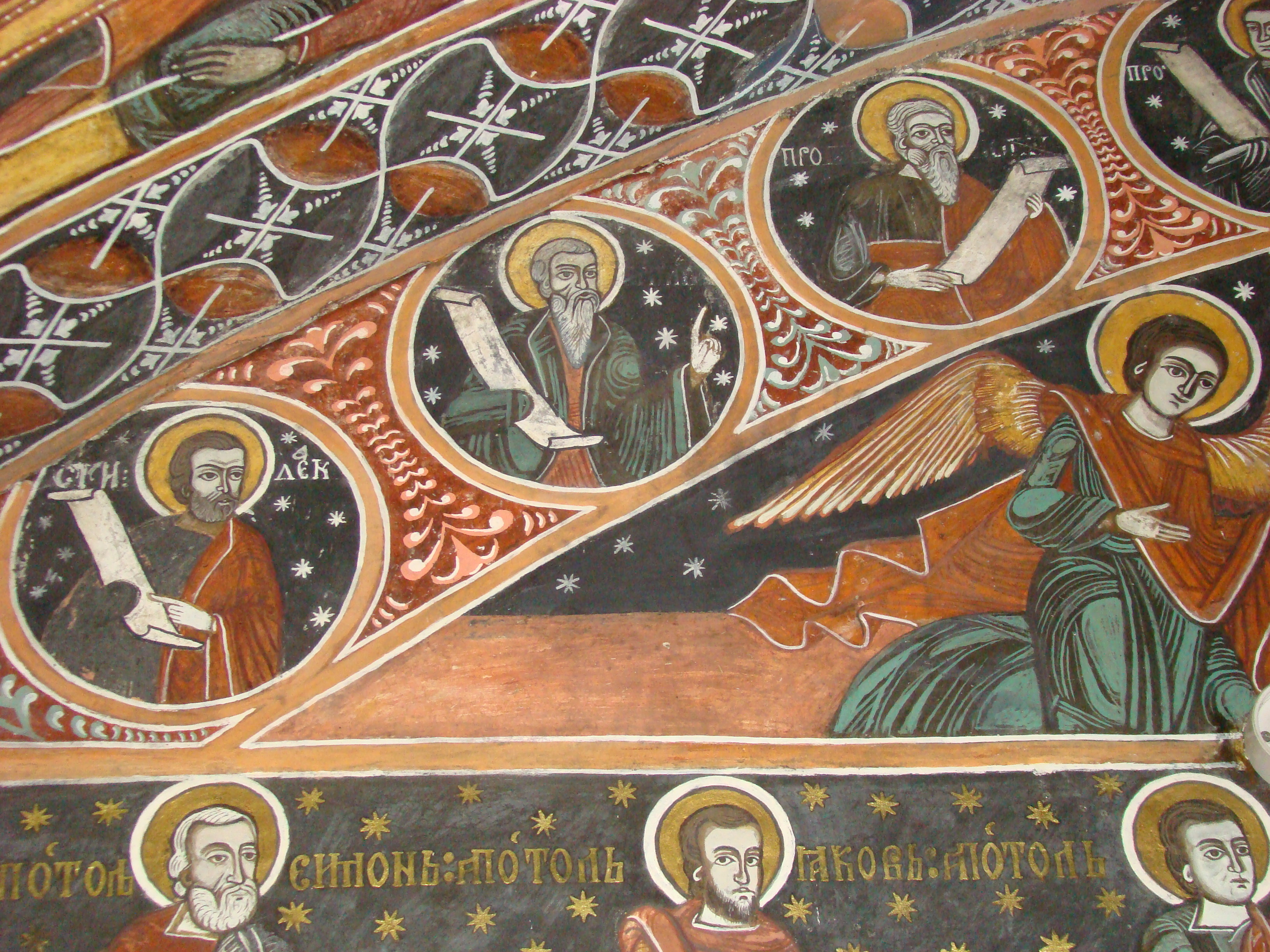
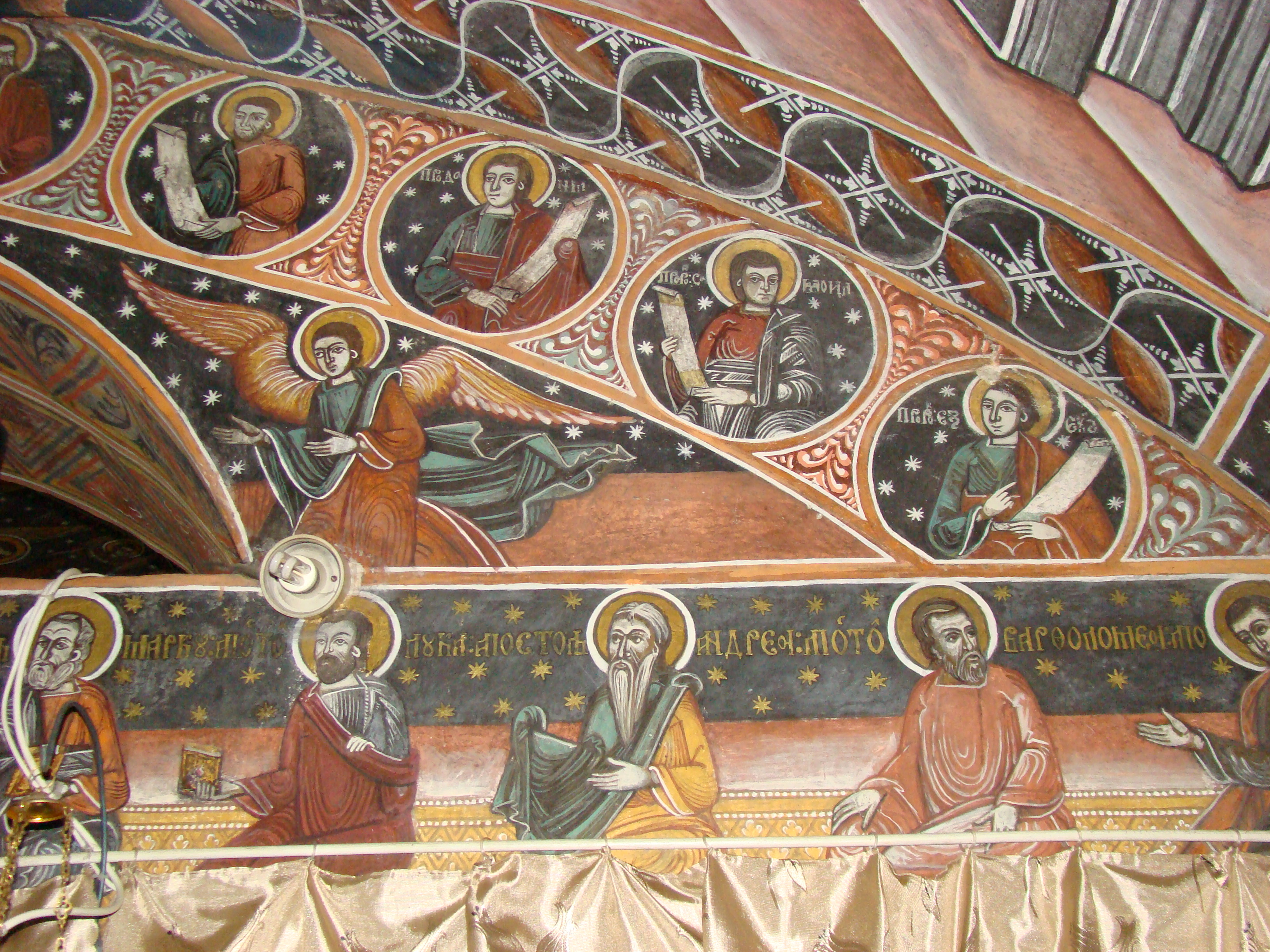
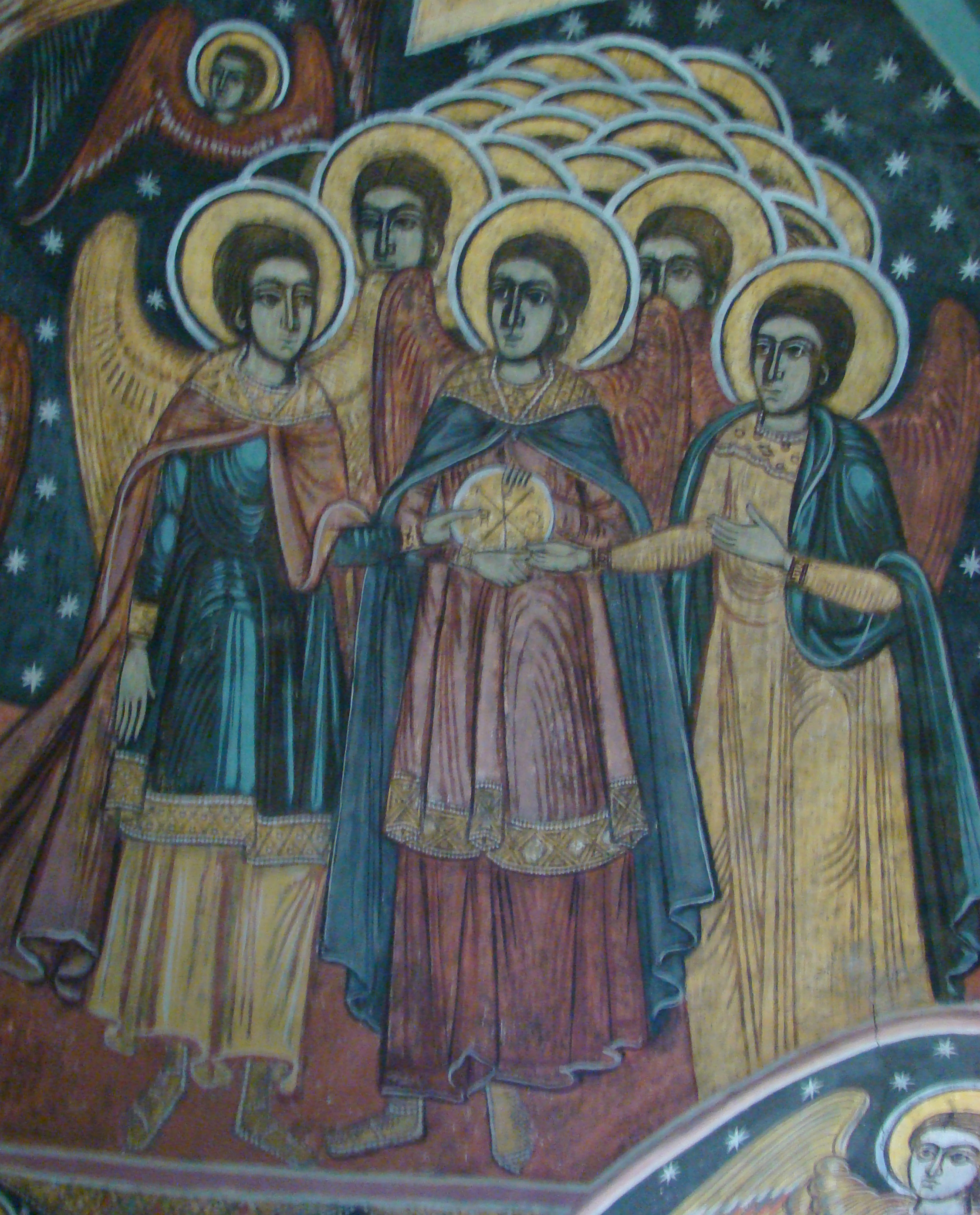
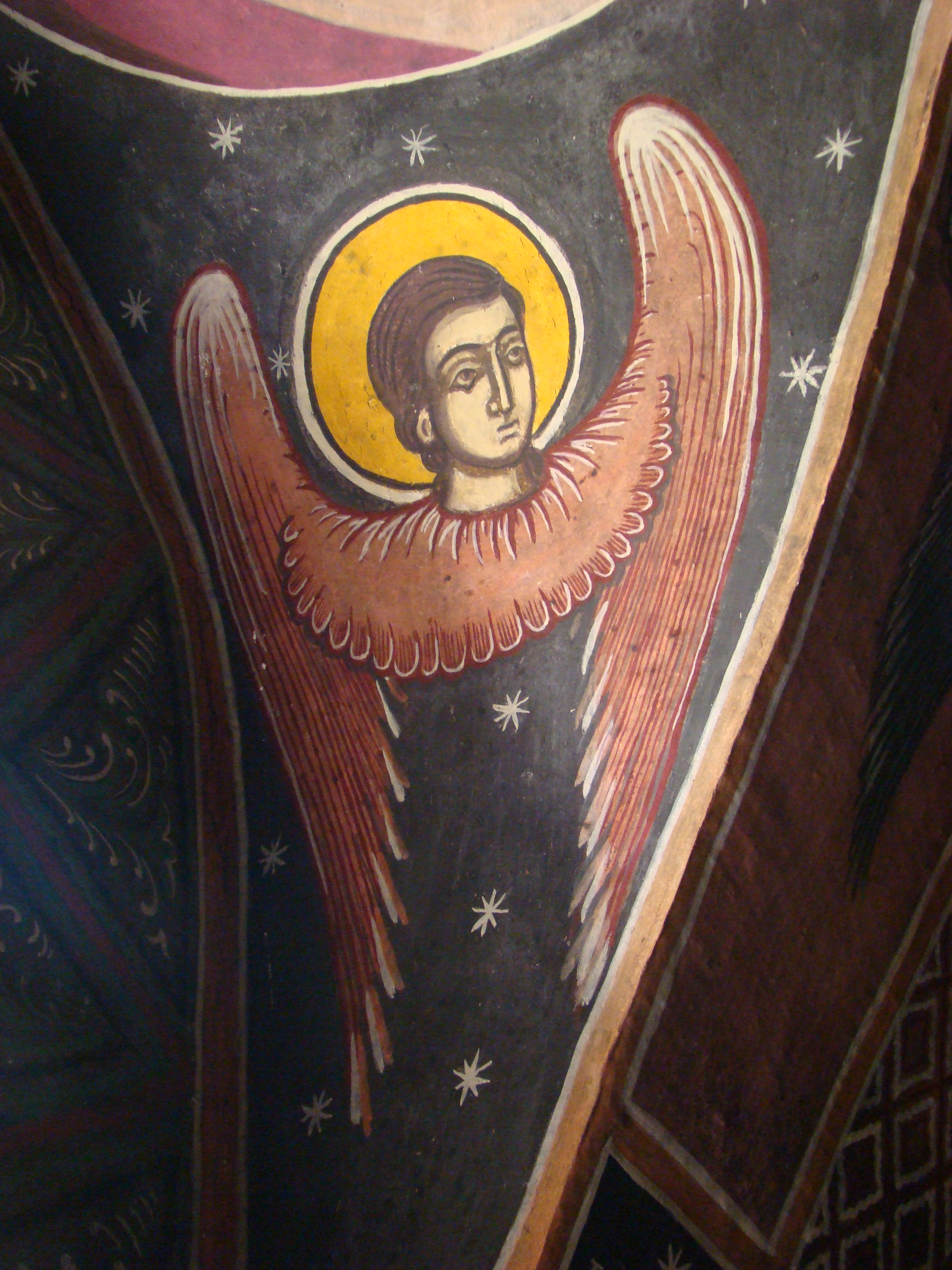
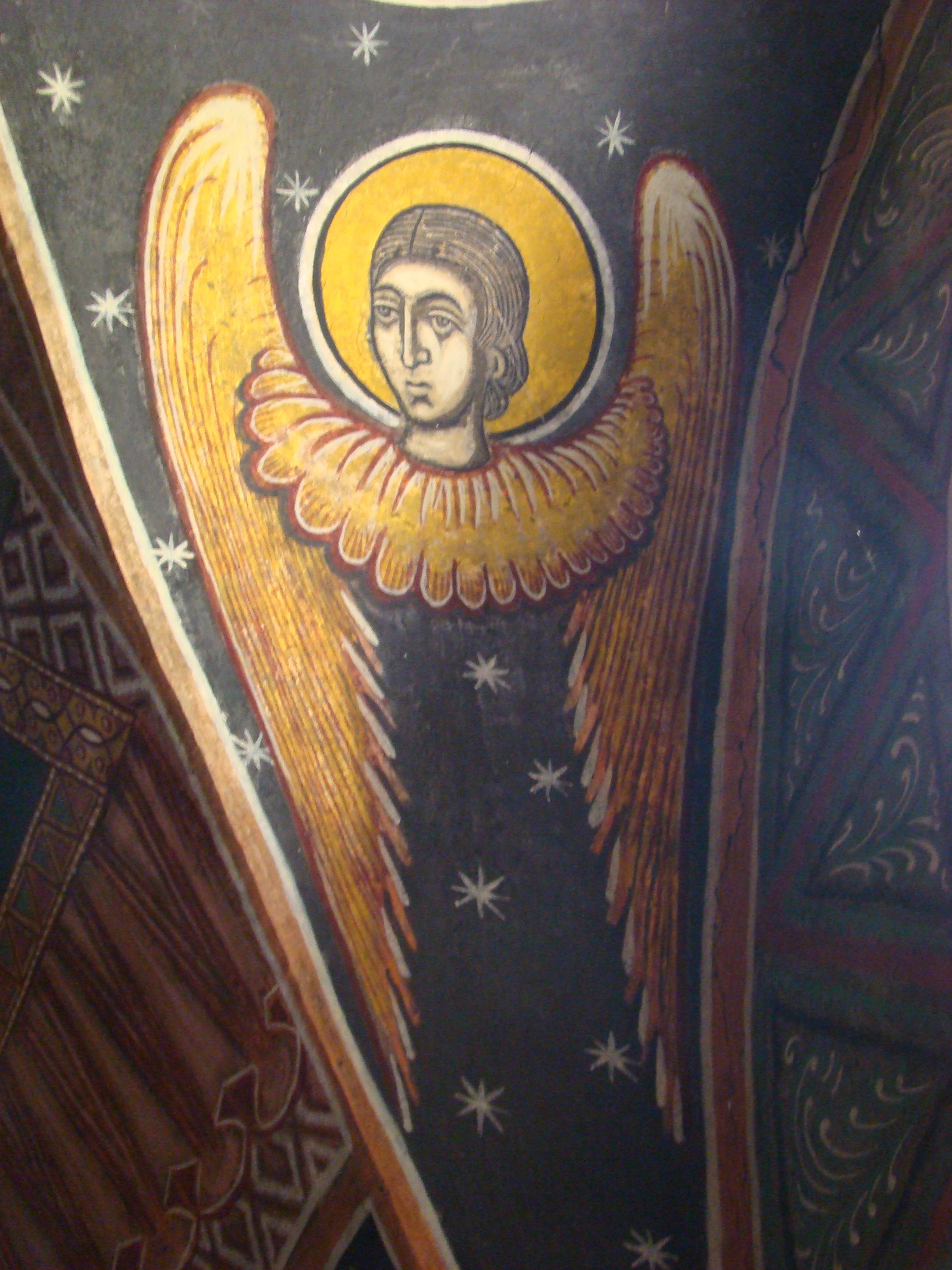
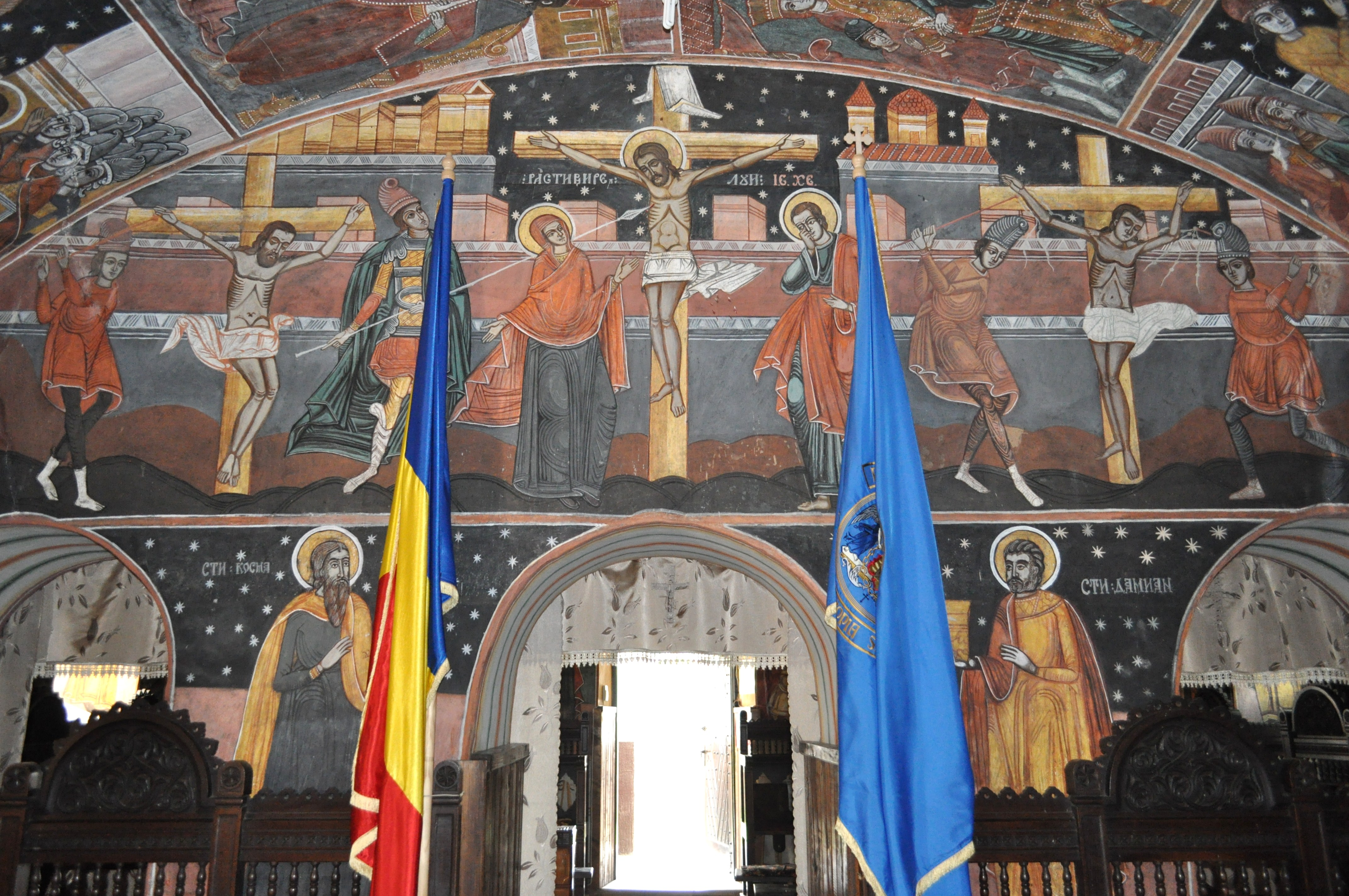